# Coupe de la Ligue japonaise de football 2024
Navigation
Coupe de la Ligue 2023 Coupe de la Ligue 2025
La coupe de la Ligue japonaise 2024 est la 32e édition de la Coupe de la Ligue japonaise, organisée par la J.League, elle oppose les 20 équipes de J.League 1, les 20 équipes de J.League 2 et les 20 équipes de J.League 3 du 6 mars au 2 novembre 2024.

## Format et calendrier

### Calendrier
Pour la saison 2024, la Coupe de la Ligue subit des changements avec notamment la participation des 60 clubs professionnels, avec comme premier tour de qualification une phase de groupes des 57 clubs ne participant pas aux coupes continentales répartis en 10 groupes. Puis les 10 vainqueurs de groupes s'affrontent et les cinq vainqueurs rejoignent les 3 clubs qualifiés en Ligue des champions. Le tour principal est composé de quarts et de demi-finales en match aller-retour et la finale.
| Tour                                                                                             | Nom                        | Dates retenues                                                | Équipes entrantes | Équipes participantes | Équipes gagnantes |
| Entrée des 18 clubs de J.League 1, des 19 clubs de J.League 2 et des 20 clubs de J.League 3      |                            |                                                               |                   |                       |                   |
| 1                                                                                                | Premier tour               | mercredi 6, 13 mars, mercredi 17, mercredi 24 avril et 22 mai | 57                | 57                    | 10                |
| 2                                                                                                | Tour éliminatoire (aller)  | mercredi 5 juin                                               | -                 | 10                    | 5                 |
| 2                                                                                                | Tour éliminatoire (retour) | mercredi 9 juin                                               | -                 | 10                    | 5                 |
| Entrée des 2 clubs de J.League 1, du club de J.League 2 qui participent à la Ligue des champions |                            |                                                               |                   |                       |                   |
| 3                                                                                                | Quarts de finale (aller)   | mercredi 4 septembre                                          | 3                 | 8                     | 4                 |
| 3                                                                                                | Quarts de finale (retour)  | dimande 8 septembre                                           | 3                 | 8                     | 4                 |
| 4                                                                                                | Demi-finales (aller)       | mercredi 9 octobre                                            | -                 | 4                     | 2                 |
| 4                                                                                                | Demi-finales (retour)      | dimanche 13 octobre                                           | -                 | 4                     | 2                 |
| 5                                                                                                | Finale au Stade national   | samedi 2 novembre                                             | -                 | 2                     | 1                 |

### Participant
| Clubs de J.League 1 (20)     | Clubs de J.League 2 (20)     | Clubs de J.League 3 (20) |
| arrivent en Quarts de finale | arrivent en Quarts de finale | arrivent au 1er tour     |
| ---------------------------- | ---------------------------- | ------------------------ |
| Yokohama F. Marinos          | Ventforet Kōfu               | arrivent au 1er tour     |
| Kawasaki Frontale            | arrivent au 1er tour         | arrivent au 1er tour     |
| arrivent au 1er tour         | Shimizu S-Pulse              | Zweigen Kanazawa         |
| Vissel Kobe                  | Yokohama FC                  | Omiya Ardija             |
| Sanfrecce Hiroshima          | Montedio Yamagata            | Kataller Toyama          |
| Urawa Red Diamonds           | JEF United Ichihara Chiba    | FC Imabari               |
| Kashima Antlers              | V-Varen Nagasaki             | Nara Club                |
| Nagoya Grampus               | Oita Trinita                 | Gainare Tottori          |
| Avispa Fukuoka T             | Fagiano Okayama              | Vanraure Hachinohe       |
| Cerezo Osaka                 | Thespa Gunma                 | FC Gifu                  |
| Albirex Niigata              | Fujieda MYFC                 | Matsumoto Yamaga FC      |
| FC Tokyo                     | Blaublitz Akita              | Iwate Grulla Morioka     |
| Hokkaido Consadole Sapporo   | Roasso Kumamoto              | FC Osaka                 |
| Kyoto Sanga FC               | Tokushima Vortis             | YSCC Yokohama            |
| Sagan Tosu                   | Vegalta Sendai               | Azul Claro Numazu        |
| Shonan Bellmare              | Mito HollyHock               | AC Nagano Parceiro       |
| Gamba Osaka                  | Iwaki FC                     | Fukushima United         |
| Kashiwa Reysol               | Tochigi SC                   | Kamatamare Sanuki        |
| FC Machida Zelvia            | Renofa Yamaguchi             | FC Ryukyu                |
| Júbilo Iwata                 | Ehime FC                     | SC Sagamihara            |
| Tokyo Verdy                  | Kagoshima United             | Tegevajaro Miyazaki      |
| Tokyo Verdy                  | Kagoshima United             | Giravanz Kitakyushu      |

## Premier tour
Le 22 janvier 2024, la ligue annonce la répartition des différentes équipes de J1, J2 et J3 dans les dix mini-championnat du premier tour.

### Groupe 1
|  | 1er tour                            | 1er tour                                        | 1er tour                            | 1er tour                            |                      |                      | 2e tour                              | 2e tour                              | 2e tour                              | 2e tour                              |  |  | Finale du Groupe                   | Finale du Groupe                   | Finale du Groupe                   | Finale du Groupe                   |
|  |                                     |                                                 |                                     |                                     |                      |                      |                                      |                                      |                                      |                                      |  |  |                                    |                                    |                                    |                                    |
|  | 13 mars 2024 - Stade Toyama, Toyama | 13 mars 2024 - Stade Toyama, Toyama             | 13 mars 2024 - Stade Toyama, Toyama | 13 mars 2024 - Stade Toyama, Toyama |                      |                      | 23 avril 2024 - Stade Toyama, Toyama | 23 avril 2024 - Stade Toyama, Toyama | 23 avril 2024 - Stade Toyama, Toyama | 23 avril 2024 - Stade Toyama, Toyama |  |  | 22 mai 2024 - Stade Toyama, Toyama | 22 mai 2024 - Stade Toyama, Toyama | 22 mai 2024 - Stade Toyama, Toyama | 22 mai 2024 - Stade Toyama, Toyama |
|  | 13 mars 2024 - Stade Toyama, Toyama | 13 mars 2024 - Stade Toyama, Toyama             | 13 mars 2024 - Stade Toyama, Toyama | 13 mars 2024 - Stade Toyama, Toyama |                      |                      | 23 avril 2024 - Stade Toyama, Toyama | 23 avril 2024 - Stade Toyama, Toyama | 23 avril 2024 - Stade Toyama, Toyama | 23 avril 2024 - Stade Toyama, Toyama |  |  | 22 mai 2024 - Stade Toyama, Toyama | 22 mai 2024 - Stade Toyama, Toyama | 22 mai 2024 - Stade Toyama, Toyama | 22 mai 2024 - Stade Toyama, Toyama |
|  | Kataller Toyama (J3)                | Kataller Toyama (J3)                            | 2 ap                                | 2 ap                                |                      |                      | 23 avril 2024 - Stade Toyama, Toyama | 23 avril 2024 - Stade Toyama, Toyama | 23 avril 2024 - Stade Toyama, Toyama | 23 avril 2024 - Stade Toyama, Toyama |  |  | 22 mai 2024 - Stade Toyama, Toyama | 22 mai 2024 - Stade Toyama, Toyama | 22 mai 2024 - Stade Toyama, Toyama | 22 mai 2024 - Stade Toyama, Toyama |
|  | Kataller Toyama (J3)                | Kataller Toyama (J3)                            | 2 ap                                | 2 ap                                |                      |                      | 23 avril 2024 - Stade Toyama, Toyama | 23 avril 2024 - Stade Toyama, Toyama | 23 avril 2024 - Stade Toyama, Toyama | 23 avril 2024 - Stade Toyama, Toyama |  |  | 22 mai 2024 - Stade Toyama, Toyama | 22 mai 2024 - Stade Toyama, Toyama | 22 mai 2024 - Stade Toyama, Toyama | 22 mai 2024 - Stade Toyama, Toyama |
|  | Montedio Yamagata (J2)              | Montedio Yamagata (J2)                          | 1                                   | 1                                   |                      |                      | 23 avril 2024 - Stade Toyama, Toyama | 23 avril 2024 - Stade Toyama, Toyama | 23 avril 2024 - Stade Toyama, Toyama | 23 avril 2024 - Stade Toyama, Toyama |  |  | 22 mai 2024 - Stade Toyama, Toyama | 22 mai 2024 - Stade Toyama, Toyama | 22 mai 2024 - Stade Toyama, Toyama | 22 mai 2024 - Stade Toyama, Toyama |
|  | Montedio Yamagata (J2)              | Montedio Yamagata (J2)                          | 1                                   | 1                                   | Kataller Toyama (J3) | Kataller Toyama (J3) | 0 tab(6)                             | 0 tab(6)                             |                                      |                                      |  |  | 22 mai 2024 - Stade Toyama, Toyama | 22 mai 2024 - Stade Toyama, Toyama | 22 mai 2024 - Stade Toyama, Toyama | 22 mai 2024 - Stade Toyama, Toyama |
|  |                                     |                                                 |                                     |                                     | Kataller Toyama (J3) | Kataller Toyama (J3) | 0 tab(6)                             | 0 tab(6)                             |                                      |                                      |  |  | 22 mai 2024 - Stade Toyama, Toyama | 22 mai 2024 - Stade Toyama, Toyama | 22 mai 2024 - Stade Toyama, Toyama | 22 mai 2024 - Stade Toyama, Toyama |
|  |                                     |                                                 | Shimizu S-Pulse (J2)                | Shimizu S-Pulse (J2)                | 0 ap(5)              | 0 ap(5)              |                                      |                                      |                                      |                                      |  |  | 22 mai 2024 - Stade Toyama, Toyama | 22 mai 2024 - Stade Toyama, Toyama | 22 mai 2024 - Stade Toyama, Toyama | 22 mai 2024 - Stade Toyama, Toyama |
|  |                                     |                                                 |                                     |                                     | 0 ap(5)              | 0 ap(5)              |                                      |                                      |                                      |                                      |  |  | 22 mai 2024 - Stade Toyama, Toyama | 22 mai 2024 - Stade Toyama, Toyama | 22 mai 2024 - Stade Toyama, Toyama | 22 mai 2024 - Stade Toyama, Toyama |
|  |                                     | 17 avril 2024 - Stade Imabari Satoyama, Imabari |                                     |                                     |                      |                      |                                      |                                      |                                      |                                      |  |  | 22 mai 2024 - Stade Toyama, Toyama | 22 mai 2024 - Stade Toyama, Toyama | 22 mai 2024 - Stade Toyama, Toyama | 22 mai 2024 - Stade Toyama, Toyama |
|  |                                     |                                                 |                                     |                                     |                      |                      |                                      |                                      |                                      |                                      |  |  | 22 mai 2024 - Stade Toyama, Toyama | 22 mai 2024 - Stade Toyama, Toyama | 22 mai 2024 - Stade Toyama, Toyama | 22 mai 2024 - Stade Toyama, Toyama |
|  | Kataller Toyama (J3)                | Kataller Toyama (J3)                            | 1 tab(5)                            | 1 tab(5)                            |                      |                      |                                      |                                      |                                      |                                      |  |  |                                    |                                    |                                    |                                    |
|  | Kataller Toyama (J3)                | Kataller Toyama (J3)                            | 1 tab(5)                            | 1 tab(5)                            |                      |                      |                                      |                                      |                                      |                                      |  |  |                                    |                                    |                                    |                                    |
|  |                                     |                                                 | Vissel Kobe (J1)                    | Vissel Kobe (J1)                    | 1 ap(4)              | 1 ap(4)              |                                      |                                      |                                      |                                      |  |  |                                    |                                    |                                    |                                    |
|  |                                     |                                                 |                                     |                                     | 1 ap(4)              | 1 ap(4)              |                                      |                                      |                                      |                                      |  |  |                                    |                                    |                                    |                                    |
|  |                                     |                                                 |                                     |                                     |                      |                      |                                      |                                      |                                      |                                      |  |  |                                    |                                    |                                    |                                    |
|  |                                     |                                                 |                                     |                                     |                      |                      |                                      |                                      |                                      |                                      |  |  |                                    |                                    |                                    |                                    |
|  | FC Imabari (J3)                     | FC Imabari (J3)                                 | 1                                   | 1                                   |                      |                      |                                      |                                      |                                      |                                      |  |  |                                    |                                    |                                    |                                    |
|  | FC Imabari (J3)                     | FC Imabari (J3)                                 | 1                                   | 1                                   |                      |                      |                                      |                                      |                                      |                                      |  |  |                                    |                                    |                                    |                                    |
|  |                                     |                                                 | Vissel Kobe (J1)                    | Vissel Kobe (J1)                    | 2 ap                 | 2 ap                 |                                      |                                      |                                      |                                      |  |  |                                    |                                    |                                    |                                    |
|  |                                     |                                                 |                                     |                                     | 2 ap                 | 2 ap                 |                                      |                                      |                                      |                                      |  |  |                                    |                                    |                                    |                                    |
|  |                                     |                                                 |                                     |                                     |                      |                      |                                      |                                      |                                      |                                      |  |  |                                    |                                    |                                    |                                    |
|  |                                     |                                                 |                                     |                                     |                      |                      |                                      |                                      |                                      |                                      |  |  |                                    |                                    |                                    |                                    |
|  |                                     |                                                 |                                     |                                     |                      |                      |                                      |                                      |                                      |                                      |  |  |                                    |                                    |                                    |                                    |
|  |                                     |                                                 |                                     |                                     |                      |                      |                                      |                                      |                                      |                                      |  |  |                                    |                                    |                                    |                                    |

| 1er tour                     | Kataller Toyama (J3) | 2 - 1 ap              | Montedio Yamagata (J2)               |                                                                   |                                                                   |
| 13 mars 2024 19h00 UTC+09:00 | Usui 111e · Ito 114e | (0 - 0, 0 - 0, 0 - 1) | 92e Kato                             | Stade Toyama, Toyama Spectateurs : 1 827 Arbitrage : Yusuke Araki | Stade Toyama, Toyama Spectateurs : 1 827 Arbitrage : Yusuke Araki |
| 13 mars 2024 19h00 UTC+09:00 | Leiria 32e           | Rapport               | 52e Yamada · 55e Sakamoto · 67e Soma | Stade Toyama, Toyama Spectateurs : 1 827 Arbitrage : Yusuke Araki | Stade Toyama, Toyama Spectateurs : 1 827 Arbitrage : Yusuke Araki |

| 2e tour                       | FC Imabari (J3)          | 1 - 2 ap              | Vissel Kobe (J1)                        |                                                                              |                                                                              |
| 17 avril 2024 19h00 UTC+09:00 | Ichihara 5e              | (1 - 1, 1 - 1, 1 - 2) | 41e Patric · 96e (pen.) Sasaki          | Stade Imabari Satoyama, Imabari Spectateurs : 5 097 Arbitrage : Yusuke Araki | Stade Imabari Satoyama, Imabari Spectateurs : 5 097 Arbitrage : Yusuke Araki |
| 17 avril 2024 19h00 UTC+09:00 | Arai 90e · Moschión 101e | Rapport               | 98e Hidaka · 117e Obi · 120+4e Yamauchi | Stade Imabari Satoyama, Imabari Spectateurs : 5 097 Arbitrage : Yusuke Araki | Stade Imabari Satoyama, Imabari Spectateurs : 5 097 Arbitrage : Yusuke Araki |

| 2e tour                       | Kataller Toyama (J3)                                                         | 0 - 0 ap 6 - 5 t. a. b. | Shimizu S-Pulse (J2)                                                       |                                                                       |                                                                       |
| 24 avril 2024 19h00 UTC+09:00 |                                                                              | (0 - 0, 0 - 0, 0 - 0)   |                                                                            | Stade Toyama, Toyama Spectateurs : 3 257 Arbitrage : Futoshi Nakamura | Stade Toyama, Toyama Spectateurs : 3 257 Arbitrage : Futoshi Nakamura |
| 24 avril 2024 19h00 UTC+09:00 | Kawai 20e · Yasumitsu 67e                                                    | Rapport                 | 120+1e Kotake ·                                                            | Stade Toyama, Toyama Spectateurs : 3 257 Arbitrage : Futoshi Nakamura | Stade Toyama, Toyama Spectateurs : 3 257 Arbitrage : Futoshi Nakamura |
| 24 avril 2024 19h00 UTC+09:00 | Matsumoto · Shiina · Takahashi · Kawakami · Imase · Usui · Kamiyama · Tagawa | Tirs au but 6 - 5       | Chiba · Kawamoto · Nishizawa · Hara · Naruoka · Shirasaki · Kitazume · Oki | Stade Toyama, Toyama Spectateurs : 3 257 Arbitrage : Futoshi Nakamura | Stade Toyama, Toyama Spectateurs : 3 257 Arbitrage : Futoshi Nakamura |

| Finale du Groupe            | Kataller Toyama (J3)                              | 1 - 1 ap 5 - 4 t. a. b. | Vissel Kobe (J1)                                  |                                                                         |                                                                         |
| 22 mai 2024 19h00 UTC+09:00 | Hirose 70e (csc)                                  | (0 - 1, 1 - 1, 1 - 1)   | 19e Ide                                           | Stade Toyama, Toyama Spectateurs : 8 223 Arbitrage : Koichiro Fukushima | Stade Toyama, Toyama Spectateurs : 8 223 Arbitrage : Koichiro Fukushima |
| 22 mai 2024 19h00 UTC+09:00 | Nishiya 117e                                      | Rapport                 | 54e Kuwasaki · 83e Ide ·                          | Stade Toyama, Toyama Spectateurs : 8 223 Arbitrage : Koichiro Fukushima | Stade Toyama, Toyama Spectateurs : 8 223 Arbitrage : Koichiro Fukushima |
| 22 mai 2024 19h00 UTC+09:00 | Matsumoto · Imase · Leiria · Takahashi · Kawakami | Tirs au but 5 - 4       | Miyashiro · Iwanami · Ideguchi · Hatsuse · Hirose | Stade Toyama, Toyama Spectateurs : 8 223 Arbitrage : Koichiro Fukushima | Stade Toyama, Toyama Spectateurs : 8 223 Arbitrage : Koichiro Fukushima |

### Groupe 2
|  | 1er tour                                 | 1er tour                                 | 1er tour                                 | 1er tour                                 |                       |                       | 2e tour                                    | 2e tour                                    | 2e tour                                    | 2e tour                                    |  |  | Finale du Groupe                     | Finale du Groupe                     | Finale du Groupe                     | Finale du Groupe                     |
|  |                                          |                                          |                                          |                                          |                       |                       |                                            |                                            |                                            |                                            |  |  |                                      |                                      |                                      |                                      |
|  | 6 mars 2024 - Stade Shiranami, Kagoshima | 6 mars 2024 - Stade Shiranami, Kagoshima | 6 mars 2024 - Stade Shiranami, Kagoshima | 6 mars 2024 - Stade Shiranami, Kagoshima |                       |                       | 17 avril 2024 - Stade Shiranami, Kagoshima | 17 avril 2024 - Stade Shiranami, Kagoshima | 17 avril 2024 - Stade Shiranami, Kagoshima | 17 avril 2024 - Stade Shiranami, Kagoshima |  |  | 22 mai 2024 - Stade Ajinomoto, Tokyo | 22 mai 2024 - Stade Ajinomoto, Tokyo | 22 mai 2024 - Stade Ajinomoto, Tokyo | 22 mai 2024 - Stade Ajinomoto, Tokyo |
|  | 6 mars 2024 - Stade Shiranami, Kagoshima | 6 mars 2024 - Stade Shiranami, Kagoshima | 6 mars 2024 - Stade Shiranami, Kagoshima | 6 mars 2024 - Stade Shiranami, Kagoshima |                       |                       | 17 avril 2024 - Stade Shiranami, Kagoshima | 17 avril 2024 - Stade Shiranami, Kagoshima | 17 avril 2024 - Stade Shiranami, Kagoshima | 17 avril 2024 - Stade Shiranami, Kagoshima |  |  | 22 mai 2024 - Stade Ajinomoto, Tokyo | 22 mai 2024 - Stade Ajinomoto, Tokyo | 22 mai 2024 - Stade Ajinomoto, Tokyo | 22 mai 2024 - Stade Ajinomoto, Tokyo |
|  | Kagoshima United (J2)                    | Kagoshima United (J2)                    | 1                                        | 1                                        |                       |                       | 17 avril 2024 - Stade Shiranami, Kagoshima | 17 avril 2024 - Stade Shiranami, Kagoshima | 17 avril 2024 - Stade Shiranami, Kagoshima | 17 avril 2024 - Stade Shiranami, Kagoshima |  |  | 22 mai 2024 - Stade Ajinomoto, Tokyo | 22 mai 2024 - Stade Ajinomoto, Tokyo | 22 mai 2024 - Stade Ajinomoto, Tokyo | 22 mai 2024 - Stade Ajinomoto, Tokyo |
|  | Kagoshima United (J2)                    | Kagoshima United (J2)                    | 1                                        | 1                                        |                       |                       | 17 avril 2024 - Stade Shiranami, Kagoshima | 17 avril 2024 - Stade Shiranami, Kagoshima | 17 avril 2024 - Stade Shiranami, Kagoshima | 17 avril 2024 - Stade Shiranami, Kagoshima |  |  | 22 mai 2024 - Stade Ajinomoto, Tokyo | 22 mai 2024 - Stade Ajinomoto, Tokyo | 22 mai 2024 - Stade Ajinomoto, Tokyo | 22 mai 2024 - Stade Ajinomoto, Tokyo |
|  | JEF United Ichihara Chiba (J2)           | JEF United Ichihara Chiba (J2)           | 0                                        | 0                                        |                       |                       | 17 avril 2024 - Stade Shiranami, Kagoshima | 17 avril 2024 - Stade Shiranami, Kagoshima | 17 avril 2024 - Stade Shiranami, Kagoshima | 17 avril 2024 - Stade Shiranami, Kagoshima |  |  | 22 mai 2024 - Stade Ajinomoto, Tokyo | 22 mai 2024 - Stade Ajinomoto, Tokyo | 22 mai 2024 - Stade Ajinomoto, Tokyo | 22 mai 2024 - Stade Ajinomoto, Tokyo |
|  | JEF United Ichihara Chiba (J2)           | JEF United Ichihara Chiba (J2)           | 0                                        | 0                                        | Kagoshima United (J2) | Kagoshima United (J2) | 0                                          | 0                                          |                                            |                                            |  |  | 22 mai 2024 - Stade Ajinomoto, Tokyo | 22 mai 2024 - Stade Ajinomoto, Tokyo | 22 mai 2024 - Stade Ajinomoto, Tokyo | 22 mai 2024 - Stade Ajinomoto, Tokyo |
|  |                                          |                                          |                                          |                                          | Kagoshima United (J2) | Kagoshima United (J2) | 0                                          | 0                                          |                                            |                                            |  |  | 22 mai 2024 - Stade Ajinomoto, Tokyo | 22 mai 2024 - Stade Ajinomoto, Tokyo | 22 mai 2024 - Stade Ajinomoto, Tokyo | 22 mai 2024 - Stade Ajinomoto, Tokyo |
|  |                                          |                                          | Tokyo Verdy (J1)                         | Tokyo Verdy (J1)                         | 1                     | 1                     |                                            |                                            |                                            |                                            |  |  | 22 mai 2024 - Stade Ajinomoto, Tokyo | 22 mai 2024 - Stade Ajinomoto, Tokyo | 22 mai 2024 - Stade Ajinomoto, Tokyo | 22 mai 2024 - Stade Ajinomoto, Tokyo |
|  |                                          |                                          |                                          |                                          | 1                     | 1                     |                                            |                                            |                                            |                                            |  |  | 22 mai 2024 - Stade Ajinomoto, Tokyo | 22 mai 2024 - Stade Ajinomoto, Tokyo | 22 mai 2024 - Stade Ajinomoto, Tokyo | 22 mai 2024 - Stade Ajinomoto, Tokyo |
|  |                                          | 24 avril 2024 - Rohto Field Nara, Nara   |                                          |                                          |                       |                       |                                            |                                            |                                            |                                            |  |  | 22 mai 2024 - Stade Ajinomoto, Tokyo | 22 mai 2024 - Stade Ajinomoto, Tokyo | 22 mai 2024 - Stade Ajinomoto, Tokyo | 22 mai 2024 - Stade Ajinomoto, Tokyo |
|  |                                          |                                          |                                          |                                          |                       |                       |                                            |                                            |                                            |                                            |  |  | 22 mai 2024 - Stade Ajinomoto, Tokyo | 22 mai 2024 - Stade Ajinomoto, Tokyo | 22 mai 2024 - Stade Ajinomoto, Tokyo | 22 mai 2024 - Stade Ajinomoto, Tokyo |
|  | Tokyo Verdy (J1)                         | Tokyo Verdy (J1)                         | 2                                        | 2                                        |                       |                       |                                            |                                            |                                            |                                            |  |  |                                      |                                      |                                      |                                      |
|  | Tokyo Verdy (J1)                         | Tokyo Verdy (J1)                         | 2                                        | 2                                        |                       |                       |                                            |                                            |                                            |                                            |  |  |                                      |                                      |                                      |                                      |
|  |                                          |                                          | Sanfrecce Hiroshima (J1)                 | Sanfrecce Hiroshima (J1)                 | 3                     | 3                     |                                            |                                            |                                            |                                            |  |  |                                      |                                      |                                      |                                      |
|  |                                          |                                          |                                          |                                          | 3                     | 3                     |                                            |                                            |                                            |                                            |  |  |                                      |                                      |                                      |                                      |
|  |                                          |                                          |                                          |                                          |                       |                       |                                            |                                            |                                            |                                            |  |  |                                      |                                      |                                      |                                      |
|  |                                          |                                          |                                          |                                          |                       |                       |                                            |                                            |                                            |                                            |  |  |                                      |                                      |                                      |                                      |
|  | Nara Club (J3)                           | Nara Club (J3)                           | 0                                        | 0                                        |                       |                       |                                            |                                            |                                            |                                            |  |  |                                      |                                      |                                      |                                      |
|  | Nara Club (J3)                           | Nara Club (J3)                           | 0                                        | 0                                        |                       |                       |                                            |                                            |                                            |                                            |  |  |                                      |                                      |                                      |                                      |
|  |                                          |                                          | Sanfrecce Hiroshima (J1)                 | Sanfrecce Hiroshima (J1)                 | 6                     | 6                     |                                            |                                            |                                            |                                            |  |  |                                      |                                      |                                      |                                      |
|  |                                          |                                          |                                          |                                          | 6                     | 6                     |                                            |                                            |                                            |                                            |  |  |                                      |                                      |                                      |                                      |
|  |                                          |                                          |                                          |                                          |                       |                       |                                            |                                            |                                            |                                            |  |  |                                      |                                      |                                      |                                      |
|  |                                          |                                          |                                          |                                          |                       |                       |                                            |                                            |                                            |                                            |  |  |                                      |                                      |                                      |                                      |
|  |                                          |                                          |                                          |                                          |                       |                       |                                            |                                            |                                            |                                            |  |  |                                      |                                      |                                      |                                      |
|  |                                          |                                          |                                          |                                          |                       |                       |                                            |                                            |                                            |                                            |  |  |                                      |                                      |                                      |                                      |

| 1er tour                    | Kagoshima United (J2)                                                 | 1 - 0   | JEF United Ichihara Chiba (J2) |                                                                            |                                                                            |
| 6 mars 2024 19h00 UTC+09:00 | Suzuki 72e (pen.)                                                     | (0 - 0) |                                | Stade Shiranami, Kagoshima Spectateurs : 3 570 Arbitrage : Tetsuro Yoshida | Stade Shiranami, Kagoshima Spectateurs : 3 570 Arbitrage : Tetsuro Yoshida |
| 6 mars 2024 19h00 UTC+09:00 | Nakahara 24e · Ono 26e · Chibu 39e · Hoshi 63e · Ihori 76e · Tone 85e | Rapport | 83e Komori                     | Stade Shiranami, Kagoshima Spectateurs : 3 570 Arbitrage : Tetsuro Yoshida | Stade Shiranami, Kagoshima Spectateurs : 3 570 Arbitrage : Tetsuro Yoshida |

| 2e tour                       | Nara Club (J3)                             | 0 - 6   | Sanfrecce Hiroshima (J1)                                                                    |                                                                        |                                                                        |
| 24 avril 2024 19h00 UTC+09:00 |                                            | (0 - 1) | 43e Kashiwa · 48e Ohashi · 52e (pen.) Mitsuta · 89e Higashi · 90+1e Sotiriou · 90+3e Júnior | Rohto Field Nara, Nara Spectateurs : 2 818 Arbitrage : Yoshiro Imamura | Rohto Field Nara, Nara Spectateurs : 2 818 Arbitrage : Yoshiro Imamura |
| 24 avril 2024 19h00 UTC+09:00 | Sawada 51e · Sekiguchi 73e · Tsunami 90+2e | Rapport | 76e Hosoya                                                                                  | Rohto Field Nara, Nara Spectateurs : 2 818 Arbitrage : Yoshiro Imamura | Rohto Field Nara, Nara Spectateurs : 2 818 Arbitrage : Yoshiro Imamura |

| 2e tour                       | Kagoshima United (J2) | 0 - 1   | Tokyo Verdy (J1)                              |                                                                        |                                                                        |
| 17 avril 2024 19h00 UTC+09:00 |                       | (0 - 1) | 45e Yamamoto                                  | Stade Shiranami, Kagoshima Spectateurs : 4 347 Arbitrage : Masuya Ueda | Stade Shiranami, Kagoshima Spectateurs : 4 347 Arbitrage : Masuya Ueda |
| 17 avril 2024 19h00 UTC+09:00 | Hoshi 42e             | Rapport | 64e Meshino · 77e Tsunashima · 90+4e Nagasawa | Stade Shiranami, Kagoshima Spectateurs : 4 347 Arbitrage : Masuya Ueda | Stade Shiranami, Kagoshima Spectateurs : 4 347 Arbitrage : Masuya Ueda |

| Finale du Groupe            | Tokyo Verdy (J1)                                     | 2 - 3   | Sanfrecce Hiroshima (J1)     |                                                                        |                                                                        |
| 22 mai 2024 19h00 UTC+09:00 | Miki 74e 83e                                         | (0 - 2) | 6e 14e Ohashi · 78e Kawamura | Stade Ajinomoto, Tokyo Spectateurs : 6 150 Arbitrage : Yoshiro Imamura | Stade Ajinomoto, Tokyo Spectateurs : 6 150 Arbitrage : Yoshiro Imamura |
| 22 mai 2024 19h00 UTC+09:00 | Taira 36e · Yamada 59e · Hayashi 64e, 89e · Miki 87e | Rapport | 71e Notsuda                  | Stade Ajinomoto, Tokyo Spectateurs : 6 150 Arbitrage : Yoshiro Imamura | Stade Ajinomoto, Tokyo Spectateurs : 6 150 Arbitrage : Yoshiro Imamura |

### Groupe 3
|  | 1er tour                                 | 1er tour                                 | 1er tour                                 | 1er tour                                 |                       |                       | 2e tour                                             | 2e tour                                             | 2e tour                                             | 2e tour                                             |  |  | Finale du Groupe                                  | Finale du Groupe                                  | Finale du Groupe                                  | Finale du Groupe                                  |
|  |                                          |                                          |                                          |                                          |                       |                       |                                                     |                                                     |                                                     |                                                     |  |  |                                                   |                                                   |                                                   |                                                   |
|  | 6 mars 2024 - Stade Ningineer, Matsuyama | 6 mars 2024 - Stade Ningineer, Matsuyama | 6 mars 2024 - Stade Ningineer, Matsuyama | 6 mars 2024 - Stade Ningineer, Matsuyama |                       |                       | 17 avril 2024 - Stade Transcosmos Nagasaki, Isahaya | 17 avril 2024 - Stade Transcosmos Nagasaki, Isahaya | 17 avril 2024 - Stade Transcosmos Nagasaki, Isahaya | 17 avril 2024 - Stade Transcosmos Nagasaki, Isahaya |  |  | 22 mai 2024 - Stade Transcosmos Nagasaki, Isahaya | 22 mai 2024 - Stade Transcosmos Nagasaki, Isahaya | 22 mai 2024 - Stade Transcosmos Nagasaki, Isahaya | 22 mai 2024 - Stade Transcosmos Nagasaki, Isahaya |
|  | 6 mars 2024 - Stade Ningineer, Matsuyama | 6 mars 2024 - Stade Ningineer, Matsuyama | 6 mars 2024 - Stade Ningineer, Matsuyama | 6 mars 2024 - Stade Ningineer, Matsuyama |                       |                       | 17 avril 2024 - Stade Transcosmos Nagasaki, Isahaya | 17 avril 2024 - Stade Transcosmos Nagasaki, Isahaya | 17 avril 2024 - Stade Transcosmos Nagasaki, Isahaya | 17 avril 2024 - Stade Transcosmos Nagasaki, Isahaya |  |  | 22 mai 2024 - Stade Transcosmos Nagasaki, Isahaya | 22 mai 2024 - Stade Transcosmos Nagasaki, Isahaya | 22 mai 2024 - Stade Transcosmos Nagasaki, Isahaya | 22 mai 2024 - Stade Transcosmos Nagasaki, Isahaya |
|  | Ehime FC (J2)                            | Ehime FC (J2)                            | 3                                        | 3                                        |                       |                       | 17 avril 2024 - Stade Transcosmos Nagasaki, Isahaya | 17 avril 2024 - Stade Transcosmos Nagasaki, Isahaya | 17 avril 2024 - Stade Transcosmos Nagasaki, Isahaya | 17 avril 2024 - Stade Transcosmos Nagasaki, Isahaya |  |  | 22 mai 2024 - Stade Transcosmos Nagasaki, Isahaya | 22 mai 2024 - Stade Transcosmos Nagasaki, Isahaya | 22 mai 2024 - Stade Transcosmos Nagasaki, Isahaya | 22 mai 2024 - Stade Transcosmos Nagasaki, Isahaya |
|  | Ehime FC (J2)                            | Ehime FC (J2)                            | 3                                        | 3                                        |                       |                       | 17 avril 2024 - Stade Transcosmos Nagasaki, Isahaya | 17 avril 2024 - Stade Transcosmos Nagasaki, Isahaya | 17 avril 2024 - Stade Transcosmos Nagasaki, Isahaya | 17 avril 2024 - Stade Transcosmos Nagasaki, Isahaya |  |  | 22 mai 2024 - Stade Transcosmos Nagasaki, Isahaya | 22 mai 2024 - Stade Transcosmos Nagasaki, Isahaya | 22 mai 2024 - Stade Transcosmos Nagasaki, Isahaya | 22 mai 2024 - Stade Transcosmos Nagasaki, Isahaya |
|  | V-Varen Nagasaki (J2)                    | V-Varen Nagasaki (J2)                    | 4                                        | 4                                        |                       |                       | 17 avril 2024 - Stade Transcosmos Nagasaki, Isahaya | 17 avril 2024 - Stade Transcosmos Nagasaki, Isahaya | 17 avril 2024 - Stade Transcosmos Nagasaki, Isahaya | 17 avril 2024 - Stade Transcosmos Nagasaki, Isahaya |  |  | 22 mai 2024 - Stade Transcosmos Nagasaki, Isahaya | 22 mai 2024 - Stade Transcosmos Nagasaki, Isahaya | 22 mai 2024 - Stade Transcosmos Nagasaki, Isahaya | 22 mai 2024 - Stade Transcosmos Nagasaki, Isahaya |
|  | V-Varen Nagasaki (J2)                    | V-Varen Nagasaki (J2)                    | 4                                        | 4                                        | V-Varen Nagasaki (J2) | V-Varen Nagasaki (J2) | 1                                                   | 1                                                   |                                                     |                                                     |  |  | 22 mai 2024 - Stade Transcosmos Nagasaki, Isahaya | 22 mai 2024 - Stade Transcosmos Nagasaki, Isahaya | 22 mai 2024 - Stade Transcosmos Nagasaki, Isahaya | 22 mai 2024 - Stade Transcosmos Nagasaki, Isahaya |
|  |                                          |                                          |                                          |                                          | V-Varen Nagasaki (J2) | V-Varen Nagasaki (J2) | 1                                                   | 1                                                   |                                                     |                                                     |  |  | 22 mai 2024 - Stade Transcosmos Nagasaki, Isahaya | 22 mai 2024 - Stade Transcosmos Nagasaki, Isahaya | 22 mai 2024 - Stade Transcosmos Nagasaki, Isahaya | 22 mai 2024 - Stade Transcosmos Nagasaki, Isahaya |
|  |                                          |                                          | Júbilo Iwata (J1)                        | Júbilo Iwata (J1)                        | 0                     | 0                     |                                                     |                                                     |                                                     |                                                     |  |  | 22 mai 2024 - Stade Transcosmos Nagasaki, Isahaya | 22 mai 2024 - Stade Transcosmos Nagasaki, Isahaya | 22 mai 2024 - Stade Transcosmos Nagasaki, Isahaya | 22 mai 2024 - Stade Transcosmos Nagasaki, Isahaya |
|  |                                          |                                          |                                          |                                          | 0                     | 0                     |                                                     |                                                     |                                                     |                                                     |  |  | 22 mai 2024 - Stade Transcosmos Nagasaki, Isahaya | 22 mai 2024 - Stade Transcosmos Nagasaki, Isahaya | 22 mai 2024 - Stade Transcosmos Nagasaki, Isahaya | 22 mai 2024 - Stade Transcosmos Nagasaki, Isahaya |
|  |                                          | 24 avril 2024 - Stade Axis Bird, Tottori |                                          |                                          |                       |                       |                                                     |                                                     |                                                     |                                                     |  |  | 22 mai 2024 - Stade Transcosmos Nagasaki, Isahaya | 22 mai 2024 - Stade Transcosmos Nagasaki, Isahaya | 22 mai 2024 - Stade Transcosmos Nagasaki, Isahaya | 22 mai 2024 - Stade Transcosmos Nagasaki, Isahaya |
|  |                                          |                                          |                                          |                                          |                       |                       |                                                     |                                                     |                                                     |                                                     |  |  | 22 mai 2024 - Stade Transcosmos Nagasaki, Isahaya | 22 mai 2024 - Stade Transcosmos Nagasaki, Isahaya | 22 mai 2024 - Stade Transcosmos Nagasaki, Isahaya | 22 mai 2024 - Stade Transcosmos Nagasaki, Isahaya |
|  | V-Varen Nagasaki (J2)                    | V-Varen Nagasaki (J2)                    | 1                                        | 1                                        |                       |                       |                                                     |                                                     |                                                     |                                                     |  |  |                                                   |                                                   |                                                   |                                                   |
|  | V-Varen Nagasaki (J2)                    | V-Varen Nagasaki (J2)                    | 1                                        | 1                                        |                       |                       |                                                     |                                                     |                                                     |                                                     |  |  |                                                   |                                                   |                                                   |                                                   |
|  |                                          |                                          | Urawa Red Diamonds (J1)                  | Urawa Red Diamonds (J1)                  | 0                     | 0                     |                                                     |                                                     |                                                     |                                                     |  |  |                                                   |                                                   |                                                   |                                                   |
|  |                                          |                                          |                                          |                                          | 0                     | 0                     |                                                     |                                                     |                                                     |                                                     |  |  |                                                   |                                                   |                                                   |                                                   |
|  |                                          |                                          |                                          |                                          |                       |                       |                                                     |                                                     |                                                     |                                                     |  |  |                                                   |                                                   |                                                   |                                                   |
|  |                                          |                                          |                                          |                                          |                       |                       |                                                     |                                                     |                                                     |                                                     |  |  |                                                   |                                                   |                                                   |                                                   |
|  | Gainare Tottori (J3)                     | Gainare Tottori (J3)                     | 2                                        | 2                                        |                       |                       |                                                     |                                                     |                                                     |                                                     |  |  |                                                   |                                                   |                                                   |                                                   |
|  | Gainare Tottori (J3)                     | Gainare Tottori (J3)                     | 2                                        | 2                                        |                       |                       |                                                     |                                                     |                                                     |                                                     |  |  |                                                   |                                                   |                                                   |                                                   |
|  |                                          |                                          | Urawa Red Diamonds (J1)                  | Urawa Red Diamonds (J1)                  | 5                     | 5                     |                                                     |                                                     |                                                     |                                                     |  |  |                                                   |                                                   |                                                   |                                                   |
|  |                                          |                                          |                                          |                                          | 5                     | 5                     |                                                     |                                                     |                                                     |                                                     |  |  |                                                   |                                                   |                                                   |                                                   |
|  |                                          |                                          |                                          |                                          |                       |                       |                                                     |                                                     |                                                     |                                                     |  |  |                                                   |                                                   |                                                   |                                                   |
|  |                                          |                                          |                                          |                                          |                       |                       |                                                     |                                                     |                                                     |                                                     |  |  |                                                   |                                                   |                                                   |                                                   |
|  |                                          |                                          |                                          |                                          |                       |                       |                                                     |                                                     |                                                     |                                                     |  |  |                                                   |                                                   |                                                   |                                                   |
|  |                                          |                                          |                                          |                                          |                       |                       |                                                     |                                                     |                                                     |                                                     |  |  |                                                   |                                                   |                                                   |                                                   |

| 1er tour                    | Ehime FC (J2)                                | 3 - 4 ap              | V-Varen Nagasaki (J2)                           |                                                                       |                                                                       |
| 6 mars 2024 19h00 UTC+09:00 | Duncan 23e (pen.) · Funahashi 77e · Sato 82e | (1 - 2, 3 - 3, 3 - 3) | 2e Junio · 32e 118e Jesus · 90+1e (pen.) Juanma | Stade Ningineer, Matsuyama Spectateurs : 1 411 Arbitrage : Reo Tanaka | Stade Ningineer, Matsuyama Spectateurs : 1 411 Arbitrage : Reo Tanaka |
| 6 mars 2024 19h00 UTC+09:00 | Bak K.-W. 108e, 115e                         | Rapport               | 106e Juanma                                     | Stade Ningineer, Matsuyama Spectateurs : 1 411 Arbitrage : Reo Tanaka | Stade Ningineer, Matsuyama Spectateurs : 1 411 Arbitrage : Reo Tanaka |

| 2e tour                       | Gainare Tottori (J3)     | 2 - 5   | Urawa Red Diamonds (J1)                                        |                                                                        |                                                                        |
| 24 avril 2024 19h30 UTC+09:00 | Tanaka 35e · Matsuki 64e | (1 - 2) | 12e Takeda · 17e (pen.) Santana · 52e Ito · 55e 90+3e Nakajima | Stade Axis Bird, Tottori Spectateurs : 7 677 Arbitrage : Koji Takasaki | Stade Axis Bird, Tottori Spectateurs : 7 677 Arbitrage : Koji Takasaki |
| 24 avril 2024 19h30 UTC+09:00 | Oshiro 48e               | Rapport | 59e Nakajima                                                   | Stade Axis Bird, Tottori Spectateurs : 7 677 Arbitrage : Koji Takasaki | Stade Axis Bird, Tottori Spectateurs : 7 677 Arbitrage : Koji Takasaki |

| 2e tour                       | V-Varen Nagasaki (J2) | 1 - 0   | Júbilo Iwata (J1) |                                                                                     |                                                                                     |
| 17 avril 2024 19h00 UTC+09:00 | Kushibiki 53e         | (0 - 0) |                   | Stade Transcosmos Nagasaki, Isahaya Spectateurs : 2 560 Arbitrage : Tetsuro Yoshida | Stade Transcosmos Nagasaki, Isahaya Spectateurs : 2 560 Arbitrage : Tetsuro Yoshida |
| 17 avril 2024 19h00 UTC+09:00 | Wakahara 86e          | Rapport |                   | Stade Transcosmos Nagasaki, Isahaya Spectateurs : 2 560 Arbitrage : Tetsuro Yoshida | Stade Transcosmos Nagasaki, Isahaya Spectateurs : 2 560 Arbitrage : Tetsuro Yoshida |

| Finale du Groupe            | V-Varen Nagasaki (J2)              | 1 - 0   | Urawa Red Diamonds (J1) |                                                                                       |                                                                                       |
| 22 mai 2024 19h00 UTC+09:00 | Juanma 78e                         | (0 - 0) |                         | Stade Transcosmos Nagasaki, Isahaya Spectateurs : 7 872 Arbitrage : Yoshimi Yamashita | Stade Transcosmos Nagasaki, Isahaya Spectateurs : 7 872 Arbitrage : Yoshimi Yamashita |
| 22 mai 2024 19h00 UTC+09:00 | Juanma 48e · Yamada 59e · Moyo 70e | Rapport | 70e Solbakken           | Stade Transcosmos Nagasaki, Isahaya Spectateurs : 7 872 Arbitrage : Yoshimi Yamashita | Stade Transcosmos Nagasaki, Isahaya Spectateurs : 7 872 Arbitrage : Yoshimi Yamashita |

### Groupe 4
|  | 1er tour                                       | 1er tour                                       | 1er tour                                       | 1er tour                                       |                                          |                          | 2e tour                                          | 2e tour                                          | 2e tour                                          | 2e tour                                          |  |  | Finale du Groupe                          | Finale du Groupe                          | Finale du Groupe                          | Finale du Groupe                          |
|  |                                                |                                                |                                                |                                                |                                          |                          |                                                  |                                                  |                                                  |                                                  |  |  |                                           |                                           |                                           |                                           |
|  | 6 mars 2024 - Mikuni World Stadium, Kitakyūshū | 6 mars 2024 - Mikuni World Stadium, Kitakyūshū | 6 mars 2024 - Mikuni World Stadium, Kitakyūshū | 6 mars 2024 - Mikuni World Stadium, Kitakyūshū |                                          |                          | 17 avril 2024 - Mikuni World Stadium, Kitakyūshū | 17 avril 2024 - Mikuni World Stadium, Kitakyūshū | 17 avril 2024 - Mikuni World Stadium, Kitakyūshū | 17 avril 2024 - Mikuni World Stadium, Kitakyūshū |  |  | 22 mai 2024 - Stade Machida GION, Machida | 22 mai 2024 - Stade Machida GION, Machida | 22 mai 2024 - Stade Machida GION, Machida | 22 mai 2024 - Stade Machida GION, Machida |
|  | 6 mars 2024 - Mikuni World Stadium, Kitakyūshū | 6 mars 2024 - Mikuni World Stadium, Kitakyūshū | 6 mars 2024 - Mikuni World Stadium, Kitakyūshū | 6 mars 2024 - Mikuni World Stadium, Kitakyūshū |                                          |                          | 17 avril 2024 - Mikuni World Stadium, Kitakyūshū | 17 avril 2024 - Mikuni World Stadium, Kitakyūshū | 17 avril 2024 - Mikuni World Stadium, Kitakyūshū | 17 avril 2024 - Mikuni World Stadium, Kitakyūshū |  |  | 22 mai 2024 - Stade Machida GION, Machida | 22 mai 2024 - Stade Machida GION, Machida | 22 mai 2024 - Stade Machida GION, Machida | 22 mai 2024 - Stade Machida GION, Machida |
|  | Giravanz Kitakyushu (J3)                       | Giravanz Kitakyushu (J3)                       | 1                                              | 1                                              |                                          |                          | 17 avril 2024 - Mikuni World Stadium, Kitakyūshū | 17 avril 2024 - Mikuni World Stadium, Kitakyūshū | 17 avril 2024 - Mikuni World Stadium, Kitakyūshū | 17 avril 2024 - Mikuni World Stadium, Kitakyūshū |  |  | 22 mai 2024 - Stade Machida GION, Machida | 22 mai 2024 - Stade Machida GION, Machida | 22 mai 2024 - Stade Machida GION, Machida | 22 mai 2024 - Stade Machida GION, Machida |
|  | Giravanz Kitakyushu (J3)                       | Giravanz Kitakyushu (J3)                       | 1                                              | 1                                              |                                          |                          | 17 avril 2024 - Mikuni World Stadium, Kitakyūshū | 17 avril 2024 - Mikuni World Stadium, Kitakyūshū | 17 avril 2024 - Mikuni World Stadium, Kitakyūshū | 17 avril 2024 - Mikuni World Stadium, Kitakyūshū |  |  | 22 mai 2024 - Stade Machida GION, Machida | 22 mai 2024 - Stade Machida GION, Machida | 22 mai 2024 - Stade Machida GION, Machida | 22 mai 2024 - Stade Machida GION, Machida |
|  | Oita Trinita (J2)                              | Oita Trinita (J2)                              | 0                                              | 0                                              |                                          |                          | 17 avril 2024 - Mikuni World Stadium, Kitakyūshū | 17 avril 2024 - Mikuni World Stadium, Kitakyūshū | 17 avril 2024 - Mikuni World Stadium, Kitakyūshū | 17 avril 2024 - Mikuni World Stadium, Kitakyūshū |  |  | 22 mai 2024 - Stade Machida GION, Machida | 22 mai 2024 - Stade Machida GION, Machida | 22 mai 2024 - Stade Machida GION, Machida | 22 mai 2024 - Stade Machida GION, Machida |
|  | Oita Trinita (J2)                              | Oita Trinita (J2)                              | 0                                              | 0                                              | Giravanz Kitakyushu (J3)                 | Giravanz Kitakyushu (J3) | 1                                                | 1                                                |                                                  |                                                  |  |  | 22 mai 2024 - Stade Machida GION, Machida | 22 mai 2024 - Stade Machida GION, Machida | 22 mai 2024 - Stade Machida GION, Machida | 22 mai 2024 - Stade Machida GION, Machida |
|  |                                                |                                                |                                                |                                                | Giravanz Kitakyushu (J3)                 | Giravanz Kitakyushu (J3) | 1                                                | 1                                                |                                                  |                                                  |  |  | 22 mai 2024 - Stade Machida GION, Machida | 22 mai 2024 - Stade Machida GION, Machida | 22 mai 2024 - Stade Machida GION, Machida | 22 mai 2024 - Stade Machida GION, Machida |
|  |                                                |                                                | FC Machida Zelvia (J1)                         | FC Machida Zelvia (J1)                         | 2                                        | 2                        |                                                  |                                                  |                                                  |                                                  |  |  | 22 mai 2024 - Stade Machida GION, Machida | 22 mai 2024 - Stade Machida GION, Machida | 22 mai 2024 - Stade Machida GION, Machida | 22 mai 2024 - Stade Machida GION, Machida |
|  |                                                |                                                |                                                |                                                | 2                                        | 2                        |                                                  |                                                  |                                                  |                                                  |  |  | 22 mai 2024 - Stade Machida GION, Machida | 22 mai 2024 - Stade Machida GION, Machida | 22 mai 2024 - Stade Machida GION, Machida | 22 mai 2024 - Stade Machida GION, Machida |
|  |                                                | 17 avril 2024 - Stade Prifoods, Hachinohe      |                                                |                                                |                                          |                          |                                                  |                                                  |                                                  |                                                  |  |  | 22 mai 2024 - Stade Machida GION, Machida | 22 mai 2024 - Stade Machida GION, Machida | 22 mai 2024 - Stade Machida GION, Machida | 22 mai 2024 - Stade Machida GION, Machida |
|  |                                                |                                                |                                                |                                                |                                          |                          |                                                  |                                                  |                                                  |                                                  |  |  | 22 mai 2024 - Stade Machida GION, Machida | 22 mai 2024 - Stade Machida GION, Machida | 22 mai 2024 - Stade Machida GION, Machida | 22 mai 2024 - Stade Machida GION, Machida |
|  | FC Machida Zelvia (J1)                         | FC Machida Zelvia (J1)                         | 2                                              | 2                                              |                                          |                          |                                                  |                                                  |                                                  |                                                  |  |  |                                           |                                           |                                           |                                           |
|  | FC Machida Zelvia (J1)                         | FC Machida Zelvia (J1)                         | 2                                              | 2                                              | 13 mars 2024 - Stade Prifoods, Hachinohe |                          |                                                  |                                                  |                                                  |                                                  |  |  |                                           |                                           |                                           |                                           |
|  |                                                |                                                | Kashima Antlers (J1)                           | Kashima Antlers (J1)                           | 0                                        | 0                        |                                                  |                                                  |                                                  |                                                  |  |  |                                           |                                           |                                           |                                           |
|  | Vanraure Hachinohe (J3)                        | Vanraure Hachinohe (J3)                        | Kashima Antlers (J1)                           | Kashima Antlers (J1)                           | 0                                        | 0                        | 0 tab(5)                                         | 0 tab(5)                                         |                                                  |                                                  |  |  |                                           |                                           |                                           |                                           |
|  | Vanraure Hachinohe (J3)                        | Vanraure Hachinohe (J3)                        |                                                |                                                |                                          |                          |                                                  |                                                  |                                                  |                                                  |  |  |                                           |                                           |                                           |                                           |
|  | Zweigen Kanazawa (J3)                          | Zweigen Kanazawa (J3)                          | 0 ap(3)                                        | 0 ap(3)                                        |                                          |                          |                                                  |                                                  |                                                  |                                                  |  |  |                                           |                                           |                                           |                                           |
|  | Zweigen Kanazawa (J3)                          | Zweigen Kanazawa (J3)                          | 0 ap(3)                                        | 0 ap(3)                                        | Vanraure Hachinohe (J3)                  | Vanraure Hachinohe (J3)  | 1                                                | 1                                                |                                                  |                                                  |  |  |                                           |                                           |                                           |                                           |
|  |                                                |                                                |                                                |                                                | Vanraure Hachinohe (J3)                  | Vanraure Hachinohe (J3)  | 1                                                | 1                                                |                                                  |                                                  |  |  |                                           |                                           |                                           |                                           |
|  |                                                |                                                | Kashima Antlers (J1)                           | Kashima Antlers (J1)                           | 2 ap                                     | 2 ap                     |                                                  |                                                  |                                                  |                                                  |  |  |                                           |                                           |                                           |                                           |
|  |                                                |                                                |                                                |                                                | 2 ap                                     | 2 ap                     |                                                  |                                                  |                                                  |                                                  |  |  |                                           |                                           |                                           |                                           |
|  |                                                |                                                |                                                |                                                |                                          |                          |                                                  |                                                  |                                                  |                                                  |  |  |                                           |                                           |                                           |                                           |
|  |                                                |                                                |                                                |                                                |                                          |                          |                                                  |                                                  |                                                  |                                                  |  |  |                                           |                                           |                                           |                                           |
|  |                                                |                                                |                                                |                                                |                                          |                          |                                                  |                                                  |                                                  |                                                  |  |  |                                           |                                           |                                           |                                           |
|  |                                                |                                                |                                                |                                                |                                          |                          |                                                  |                                                  |                                                  |                                                  |  |  |                                           |                                           |                                           |                                           |

| 1er tour                    | Giravanz Kitakyushu (J3) | 1 - 0 ap              | Oita Trinita (J2)                                        |                                                                                |                                                                                |
| 6 mars 2024 18h30 UTC+09:00 | Watanabe 113e            | (0 - 0, 0 - 0, 0 - 0) |                                                          | Mikuni World Stadium, Kitakyūshū Spectateurs : 4 412 Arbitrage : Elfath Ismail | Mikuni World Stadium, Kitakyūshū Spectateurs : 4 412 Arbitrage : Elfath Ismail |
| 6 mars 2024 18h30 UTC+09:00 | Izawa 98e                | Rapport               | 12e Nagasawa · 36e Pereira · 83e Kozakai · 120+2e Derlan | Mikuni World Stadium, Kitakyūshū Spectateurs : 4 412 Arbitrage : Elfath Ismail | Mikuni World Stadium, Kitakyūshū Spectateurs : 4 412 Arbitrage : Elfath Ismail |

| 1er tour                     | Vanraure Hachinohe (J3)                        | 0 - 0 ap 5 - 3 t. a. b. | Zweigen Kanazawa (J3)                  |                                                                         |                                                                         |
| 13 mars 2024 18h30 UTC+09:00 |                                                | (0 - 0, 0 - 0, 0 - 0)   |                                        | Stade Prifoods, Hachinohe Spectateurs : 719 Arbitrage : Hiroyuki Kimura | Stade Prifoods, Hachinohe Spectateurs : 719 Arbitrage : Hiroyuki Kimura |
| 13 mars 2024 18h30 UTC+09:00 | Yamauchi 120e                                  | Rapport                 | 89e Yamamoto · 113e Nagamine ·         | Stade Prifoods, Hachinohe Spectateurs : 719 Arbitrage : Hiroyuki Kimura | Stade Prifoods, Hachinohe Spectateurs : 719 Arbitrage : Hiroyuki Kimura |
| 13 mars 2024 18h30 UTC+09:00 | Maezawa · Sunday · Sato · Yamauchi · Yagishita | Tirs au but 5 - 3       | Marlyson · Sugiura · Nagamine · Kojima | Stade Prifoods, Hachinohe Spectateurs : 719 Arbitrage : Hiroyuki Kimura | Stade Prifoods, Hachinohe Spectateurs : 719 Arbitrage : Hiroyuki Kimura |

| 2e tour                       | Vanraure Hachinohe (J3)               | 1 - 2 ap              | Kashima Antlers (J1)         |                                                                          |                                                                          |
| 17 avril 2024 18h30 UTC+09:00 | Shibata 25e                           | (1 - 0, 1 - 1, 1 - 1) | 82e Anzai · 108e Chinen      | Stade Prifoods, Hachinohe Spectateurs : 4 844 Arbitrage : Keigo Sendachi | Stade Prifoods, Hachinohe Spectateurs : 4 844 Arbitrage : Keigo Sendachi |
| 17 avril 2024 18h30 UTC+09:00 | Kato 36e · Yamauchi 90+1e · Yukie 95e | Rapport               | 13e, 104e Nono · 116e Suzuki | Stade Prifoods, Hachinohe Spectateurs : 4 844 Arbitrage : Keigo Sendachi | Stade Prifoods, Hachinohe Spectateurs : 4 844 Arbitrage : Keigo Sendachi |

| 2e tour                       | Giravanz Kitakyushu (J3) | 1 - 2   | FC Machida Zelvia (J1)  |                                                                               |                                                                               |
| 17 avril 2024 19h00 UTC+09:00 | Wakaya 54e               | (0 - 0) | 49e Vásquez · 80e Yasui | Mikuni World Stadium, Kitakyūshū Spectateurs : 4 221 Arbitrage : Takuto Okabe | Mikuni World Stadium, Kitakyūshū Spectateurs : 4 221 Arbitrage : Takuto Okabe |
| 17 avril 2024 19h00 UTC+09:00 | Rapport                  |         |                         | Mikuni World Stadium, Kitakyūshū Spectateurs : 4 221 Arbitrage : Takuto Okabe | Mikuni World Stadium, Kitakyūshū Spectateurs : 4 221 Arbitrage : Takuto Okabe |

| Finale du Groupe            | FC Machida Zelvia (J1) | 2 - 0   | Kashima Antlers (J1) |                                                                          |                                                                          |
| 22 mai 2024 19h00 UTC+09:00 | Duke 20e 36e           | (2 - 0) |                      | Stade Machida GION, Machida Spectateurs : 4 537 Arbitrage : Takuto Okabe | Stade Machida GION, Machida Spectateurs : 4 537 Arbitrage : Takuto Okabe |
| 22 mai 2024 19h00 UTC+09:00 |                        | Rapport | 55e Čavrić           | Stade Machida GION, Machida Spectateurs : 4 537 Arbitrage : Takuto Okabe | Stade Machida GION, Machida Spectateurs : 4 537 Arbitrage : Takuto Okabe |

### Groupe 5
|  | 1er tour                                        | 1er tour                                        | 1er tour                                        | 1er tour                                        |                                            |                      | 2e tour                                   | 2e tour                                   | 2e tour                                   | 2e tour                                   |  |  | Finale du Groupe                                   | Finale du Groupe                                   | Finale du Groupe                                   | Finale du Groupe                                   |
|  |                                                 |                                                 |                                                 |                                                 |                                            |                      |                                           |                                           |                                           |                                           |  |  |                                                    |                                                    |                                                    |                                                    |
|  | 6 mars 2024 - Stade Unilever Shintomi, Shintomi | 6 mars 2024 - Stade Unilever Shintomi, Shintomi | 6 mars 2024 - Stade Unilever Shintomi, Shintomi | 6 mars 2024 - Stade Unilever Shintomi, Shintomi |                                            |                      | 24 avril 2024 - Stade City Light, Okayama | 24 avril 2024 - Stade City Light, Okayama | 24 avril 2024 - Stade City Light, Okayama | 24 avril 2024 - Stade City Light, Okayama |  |  | 22 mai 2024 - Stade NHK Spring Mitsuzawa, Yokohama | 22 mai 2024 - Stade NHK Spring Mitsuzawa, Yokohama | 22 mai 2024 - Stade NHK Spring Mitsuzawa, Yokohama | 22 mai 2024 - Stade NHK Spring Mitsuzawa, Yokohama |
|  | 6 mars 2024 - Stade Unilever Shintomi, Shintomi | 6 mars 2024 - Stade Unilever Shintomi, Shintomi | 6 mars 2024 - Stade Unilever Shintomi, Shintomi | 6 mars 2024 - Stade Unilever Shintomi, Shintomi |                                            |                      | 24 avril 2024 - Stade City Light, Okayama | 24 avril 2024 - Stade City Light, Okayama | 24 avril 2024 - Stade City Light, Okayama | 24 avril 2024 - Stade City Light, Okayama |  |  | 22 mai 2024 - Stade NHK Spring Mitsuzawa, Yokohama | 22 mai 2024 - Stade NHK Spring Mitsuzawa, Yokohama | 22 mai 2024 - Stade NHK Spring Mitsuzawa, Yokohama | 22 mai 2024 - Stade NHK Spring Mitsuzawa, Yokohama |
|  | Tegevajaro Miyazaki (J3)                        | Tegevajaro Miyazaki (J3)                        | 1                                               | 1                                               |                                            |                      | 24 avril 2024 - Stade City Light, Okayama | 24 avril 2024 - Stade City Light, Okayama | 24 avril 2024 - Stade City Light, Okayama | 24 avril 2024 - Stade City Light, Okayama |  |  | 22 mai 2024 - Stade NHK Spring Mitsuzawa, Yokohama | 22 mai 2024 - Stade NHK Spring Mitsuzawa, Yokohama | 22 mai 2024 - Stade NHK Spring Mitsuzawa, Yokohama | 22 mai 2024 - Stade NHK Spring Mitsuzawa, Yokohama |
|  | Tegevajaro Miyazaki (J3)                        | Tegevajaro Miyazaki (J3)                        | 1                                               | 1                                               |                                            |                      | 24 avril 2024 - Stade City Light, Okayama | 24 avril 2024 - Stade City Light, Okayama | 24 avril 2024 - Stade City Light, Okayama | 24 avril 2024 - Stade City Light, Okayama |  |  | 22 mai 2024 - Stade NHK Spring Mitsuzawa, Yokohama | 22 mai 2024 - Stade NHK Spring Mitsuzawa, Yokohama | 22 mai 2024 - Stade NHK Spring Mitsuzawa, Yokohama | 22 mai 2024 - Stade NHK Spring Mitsuzawa, Yokohama |
|  | Fagiano Okayama (J2)                            | Fagiano Okayama (J2)                            | 4                                               | 4                                               |                                            |                      | 24 avril 2024 - Stade City Light, Okayama | 24 avril 2024 - Stade City Light, Okayama | 24 avril 2024 - Stade City Light, Okayama | 24 avril 2024 - Stade City Light, Okayama |  |  | 22 mai 2024 - Stade NHK Spring Mitsuzawa, Yokohama | 22 mai 2024 - Stade NHK Spring Mitsuzawa, Yokohama | 22 mai 2024 - Stade NHK Spring Mitsuzawa, Yokohama | 22 mai 2024 - Stade NHK Spring Mitsuzawa, Yokohama |
|  | Fagiano Okayama (J2)                            | Fagiano Okayama (J2)                            | 4                                               | 4                                               | Fagiano Okayama (J2)                       | Fagiano Okayama (J2) | 3 ap(3)                                   | 3 ap(3)                                   |                                           |                                           |  |  | 22 mai 2024 - Stade NHK Spring Mitsuzawa, Yokohama | 22 mai 2024 - Stade NHK Spring Mitsuzawa, Yokohama | 22 mai 2024 - Stade NHK Spring Mitsuzawa, Yokohama | 22 mai 2024 - Stade NHK Spring Mitsuzawa, Yokohama |
|  |                                                 |                                                 |                                                 |                                                 | Fagiano Okayama (J2)                       | Fagiano Okayama (J2) | 3 ap(3)                                   | 3 ap(3)                                   |                                           |                                           |  |  | 22 mai 2024 - Stade NHK Spring Mitsuzawa, Yokohama | 22 mai 2024 - Stade NHK Spring Mitsuzawa, Yokohama | 22 mai 2024 - Stade NHK Spring Mitsuzawa, Yokohama | 22 mai 2024 - Stade NHK Spring Mitsuzawa, Yokohama |
|  |                                                 |                                                 | Yokohama FC (J2)                                | Yokohama FC (J2)                                | 3 tab(5)                                   | 3 tab(5)             |                                           |                                           |                                           |                                           |  |  | 22 mai 2024 - Stade NHK Spring Mitsuzawa, Yokohama | 22 mai 2024 - Stade NHK Spring Mitsuzawa, Yokohama | 22 mai 2024 - Stade NHK Spring Mitsuzawa, Yokohama | 22 mai 2024 - Stade NHK Spring Mitsuzawa, Yokohama |
|  |                                                 |                                                 |                                                 |                                                 | 3 tab(5)                                   | 3 tab(5)             |                                           |                                           |                                           |                                           |  |  | 22 mai 2024 - Stade NHK Spring Mitsuzawa, Yokohama | 22 mai 2024 - Stade NHK Spring Mitsuzawa, Yokohama | 22 mai 2024 - Stade NHK Spring Mitsuzawa, Yokohama | 22 mai 2024 - Stade NHK Spring Mitsuzawa, Yokohama |
|  |                                                 | 17 avril 2024 - Stade NACK5 Omiya, Saitama      |                                                 |                                                 |                                            |                      |                                           |                                           |                                           |                                           |  |  | 22 mai 2024 - Stade NHK Spring Mitsuzawa, Yokohama | 22 mai 2024 - Stade NHK Spring Mitsuzawa, Yokohama | 22 mai 2024 - Stade NHK Spring Mitsuzawa, Yokohama | 22 mai 2024 - Stade NHK Spring Mitsuzawa, Yokohama |
|  |                                                 |                                                 |                                                 |                                                 |                                            |                      |                                           |                                           |                                           |                                           |  |  | 22 mai 2024 - Stade NHK Spring Mitsuzawa, Yokohama | 22 mai 2024 - Stade NHK Spring Mitsuzawa, Yokohama | 22 mai 2024 - Stade NHK Spring Mitsuzawa, Yokohama | 22 mai 2024 - Stade NHK Spring Mitsuzawa, Yokohama |
|  | Yokohama FC (J2)                                | Yokohama FC (J2)                                | 1                                               | 1                                               |                                            |                      |                                           |                                           |                                           |                                           |  |  |                                                    |                                                    |                                                    |                                                    |
|  | Yokohama FC (J2)                                | Yokohama FC (J2)                                | 1                                               | 1                                               | 13 mars 2024 - Stade Gifu Nagaragawa, Gifu |                      |                                           |                                           |                                           |                                           |  |  |                                                    |                                                    |                                                    |                                                    |
|  |                                                 |                                                 | Nagoya Grampus (J1)                             | Nagoya Grampus (J1)                             | 3                                          | 3                    |                                           |                                           |                                           |                                           |  |  |                                                    |                                                    |                                                    |                                                    |
|  | FC Gifu (J3)                                    | FC Gifu (J3)                                    | Nagoya Grampus (J1)                             | Nagoya Grampus (J1)                             | 3                                          | 3                    | 1                                         | 1                                         |                                           |                                           |  |  |                                                    |                                                    |                                                    |                                                    |
|  | FC Gifu (J3)                                    | FC Gifu (J3)                                    |                                                 |                                                 |                                            |                      |                                           |                                           |                                           |                                           |  |  |                                                    |                                                    |                                                    |                                                    |
|  | Omiya Ardija (J3)                               | Omiya Ardija (J3)                               | 2                                               | 2                                               |                                            |                      |                                           |                                           |                                           |                                           |  |  |                                                    |                                                    |                                                    |                                                    |
|  | Omiya Ardija (J3)                               | Omiya Ardija (J3)                               | 2                                               | 2                                               | Omiya Ardija (J3)                          | Omiya Ardija (J3)    | 0                                         | 0                                         |                                           |                                           |  |  |                                                    |                                                    |                                                    |                                                    |
|  |                                                 |                                                 |                                                 |                                                 | Omiya Ardija (J3)                          | Omiya Ardija (J3)    | 0                                         | 0                                         |                                           |                                           |  |  |                                                    |                                                    |                                                    |                                                    |
|  |                                                 |                                                 | Nagoya Grampus (J1)                             | Nagoya Grampus (J1)                             | 2                                          | 2                    |                                           |                                           |                                           |                                           |  |  |                                                    |                                                    |                                                    |                                                    |
|  |                                                 |                                                 |                                                 |                                                 | 2                                          | 2                    |                                           |                                           |                                           |                                           |  |  |                                                    |                                                    |                                                    |                                                    |
|  |                                                 |                                                 |                                                 |                                                 |                                            |                      |                                           |                                           |                                           |                                           |  |  |                                                    |                                                    |                                                    |                                                    |
|  |                                                 |                                                 |                                                 |                                                 |                                            |                      |                                           |                                           |                                           |                                           |  |  |                                                    |                                                    |                                                    |                                                    |
|  |                                                 |                                                 |                                                 |                                                 |                                            |                      |                                           |                                           |                                           |                                           |  |  |                                                    |                                                    |                                                    |                                                    |
|  |                                                 |                                                 |                                                 |                                                 |                                            |                      |                                           |                                           |                                           |                                           |  |  |                                                    |                                                    |                                                    |                                                    |

| 1er tour                    | Tegevajaro Miyazaki (J3) | 1 - 4   | Fagiano Okayama (J2)                           |                                                                              |                                                                              |
| 6 mars 2024 19h00 UTC+09:00 | Ueno 50e                 | (0 - 1) | 4e Lucão · 66e Semba · 70e Yoshio · 90e Kawano | Stade Unilever Shintomi, Shintomi Spectateurs : 708 Arbitrage : Naoto Uehara | Stade Unilever Shintomi, Shintomi Spectateurs : 708 Arbitrage : Naoto Uehara |
| 6 mars 2024 19h00 UTC+09:00 | Aoyama 19e · Eguchi 42e  | Rapport |                                                | Stade Unilever Shintomi, Shintomi Spectateurs : 708 Arbitrage : Naoto Uehara | Stade Unilever Shintomi, Shintomi Spectateurs : 708 Arbitrage : Naoto Uehara |

| 1er tour                     | FC Gifu (J3) | 1 - 2   | Omiya Ardija (J3)        |                                                                             |                                                                             |
| 13 mars 2024 19h00 UTC+09:00 | Aihara 66e   | (0 - 0) | 51e Urakami · 84e Taneda | Stade Gifu Nagaragawa, Gifu Spectateurs : 2 006 Arbitrage : Shuhei Ishimaru | Stade Gifu Nagaragawa, Gifu Spectateurs : 2 006 Arbitrage : Shuhei Ishimaru |
| 13 mars 2024 19h00 UTC+09:00 | Yokoyama 59e | Rapport | 83e Murakami             | Stade Gifu Nagaragawa, Gifu Spectateurs : 2 006 Arbitrage : Shuhei Ishimaru | Stade Gifu Nagaragawa, Gifu Spectateurs : 2 006 Arbitrage : Shuhei Ishimaru |

| 2e tour                       | Omiya Ardija (J3)                       | 0 - 2   | Nagoya Grampus (J1)     |                                                                         |                                                                         |
| 17 avril 2024 19h00 UTC+09:00 |                                         | (0 - 1) | 45+1e 54e (pen.) Patric | Stade NACK5 Omiya, Saitama Spectateurs : 5 467 Arbitrage : Naoto Uehara | Stade NACK5 Omiya, Saitama Spectateurs : 5 467 Arbitrage : Naoto Uehara |
| 17 avril 2024 19h00 UTC+09:00 | Takayanagi 27e · Kato 52e · Shimizu 59e | Rapport | 44e Uchida              | Stade NACK5 Omiya, Saitama Spectateurs : 5 467 Arbitrage : Naoto Uehara | Stade NACK5 Omiya, Saitama Spectateurs : 5 467 Arbitrage : Naoto Uehara |

| 2e tour                       | Fagiano Okayama (J2)                  | 3 - 3 ap 3 - 5 t. a. b. | Yokohama FC (J2)                          |                                                                          |                                                                          |
| 24 avril 2024 19h00 UTC+09:00 | Tanaka 15e 93e · Kimura 60e           | (1 - 1, 2 - 2, 3 - 2)   | 42e Ogura · 55e Sakuragawa · 107e Caprini | Stade City Light, Okayama Spectateurs : 2 827 Arbitrage : Hayato Shimizu | Stade City Light, Okayama Spectateurs : 2 827 Arbitrage : Hayato Shimizu |
| 24 avril 2024 19h00 UTC+09:00 |                                       | Rapport                 | 20e Nguyễn ·                              | Stade City Light, Okayama Spectateurs : 2 827 Arbitrage : Hayato Shimizu | Stade City Light, Okayama Spectateurs : 2 827 Arbitrage : Hayato Shimizu |
| 24 avril 2024 19h00 UTC+09:00 | Iwabuchi · Kimura · Wakasa · Motoyama | Tirs au but 3 - 5       | Caprini · Mita · Iwatake · Nduka · Nakano | Stade City Light, Okayama Spectateurs : 2 827 Arbitrage : Hayato Shimizu | Stade City Light, Okayama Spectateurs : 2 827 Arbitrage : Hayato Shimizu |

| Finale du Groupe            | Yokohama FC (J2) | 1 - 3   | Nagoya Grampus (J1)                |                                                                                     |                                                                                     |
| 22 mai 2024 19h00 UTC+09:00 | Ogura 44e        | (1 - 2) | 5e Nagai · 7e Nogami · 63e Yoshida | Stade NHK Spring Mitsuzawa, Yokohama Spectateurs : 3 423 Arbitrage : Hayato Shimizu | Stade NHK Spring Mitsuzawa, Yokohama Spectateurs : 3 423 Arbitrage : Hayato Shimizu |
| 22 mai 2024 19h00 UTC+09:00 |                  | Rapport | 30e Yoshida                        | Stade NHK Spring Mitsuzawa, Yokohama Spectateurs : 3 423 Arbitrage : Hayato Shimizu | Stade NHK Spring Mitsuzawa, Yokohama Spectateurs : 3 423 Arbitrage : Hayato Shimizu |

### Groupe 6
|  | 1er tour                                        | 1er tour                                        | 1er tour                                        | 1er tour                                        |                                             |                          | 2e tour                                           | 2e tour                                           | 2e tour                                           | 2e tour                                           |  |  | Finale du Groupe                                     | Finale du Groupe                                     | Finale du Groupe                                     | Finale du Groupe                                     |
|  |                                                 |                                                 |                                                 |                                                 |                                             |                          |                                                   |                                                   |                                                   |                                                   |  |  |                                                      |                                                      |                                                      |                                                      |
|  | 6 mars 2024 - Stade Shoda Shoyu Gunma, Maebashi | 6 mars 2024 - Stade Shoda Shoyu Gunma, Maebashi | 6 mars 2024 - Stade Shoda Shoyu Gunma, Maebashi | 6 mars 2024 - Stade Shoda Shoyu Gunma, Maebashi |                                             |                          | 24 avril 2024 - Stade Shoda Shoyu Gunma, Maebashi | 24 avril 2024 - Stade Shoda Shoyu Gunma, Maebashi | 24 avril 2024 - Stade Shoda Shoyu Gunma, Maebashi | 24 avril 2024 - Stade Shoda Shoyu Gunma, Maebashi |  |  | 22 mai 2024 - Stade Kashiwa Sankyo Frontier, Kashiwa | 22 mai 2024 - Stade Kashiwa Sankyo Frontier, Kashiwa | 22 mai 2024 - Stade Kashiwa Sankyo Frontier, Kashiwa | 22 mai 2024 - Stade Kashiwa Sankyo Frontier, Kashiwa |
|  | 6 mars 2024 - Stade Shoda Shoyu Gunma, Maebashi | 6 mars 2024 - Stade Shoda Shoyu Gunma, Maebashi | 6 mars 2024 - Stade Shoda Shoyu Gunma, Maebashi | 6 mars 2024 - Stade Shoda Shoyu Gunma, Maebashi |                                             |                          | 24 avril 2024 - Stade Shoda Shoyu Gunma, Maebashi | 24 avril 2024 - Stade Shoda Shoyu Gunma, Maebashi | 24 avril 2024 - Stade Shoda Shoyu Gunma, Maebashi | 24 avril 2024 - Stade Shoda Shoyu Gunma, Maebashi |  |  | 22 mai 2024 - Stade Kashiwa Sankyo Frontier, Kashiwa | 22 mai 2024 - Stade Kashiwa Sankyo Frontier, Kashiwa | 22 mai 2024 - Stade Kashiwa Sankyo Frontier, Kashiwa | 22 mai 2024 - Stade Kashiwa Sankyo Frontier, Kashiwa |
|  | Thespa Gunma (J2)                               | Thespa Gunma (J2)                               | 4                                               | 4                                               |                                             |                          | 24 avril 2024 - Stade Shoda Shoyu Gunma, Maebashi | 24 avril 2024 - Stade Shoda Shoyu Gunma, Maebashi | 24 avril 2024 - Stade Shoda Shoyu Gunma, Maebashi | 24 avril 2024 - Stade Shoda Shoyu Gunma, Maebashi |  |  | 22 mai 2024 - Stade Kashiwa Sankyo Frontier, Kashiwa | 22 mai 2024 - Stade Kashiwa Sankyo Frontier, Kashiwa | 22 mai 2024 - Stade Kashiwa Sankyo Frontier, Kashiwa | 22 mai 2024 - Stade Kashiwa Sankyo Frontier, Kashiwa |
|  | Thespa Gunma (J2)                               | Thespa Gunma (J2)                               | 4                                               | 4                                               |                                             |                          | 24 avril 2024 - Stade Shoda Shoyu Gunma, Maebashi | 24 avril 2024 - Stade Shoda Shoyu Gunma, Maebashi | 24 avril 2024 - Stade Shoda Shoyu Gunma, Maebashi | 24 avril 2024 - Stade Shoda Shoyu Gunma, Maebashi |  |  | 22 mai 2024 - Stade Kashiwa Sankyo Frontier, Kashiwa | 22 mai 2024 - Stade Kashiwa Sankyo Frontier, Kashiwa | 22 mai 2024 - Stade Kashiwa Sankyo Frontier, Kashiwa | 22 mai 2024 - Stade Kashiwa Sankyo Frontier, Kashiwa |
|  | SC Sagamihara (J3)                              | SC Sagamihara (J3)                              | 1                                               | 1                                               |                                             |                          | 24 avril 2024 - Stade Shoda Shoyu Gunma, Maebashi | 24 avril 2024 - Stade Shoda Shoyu Gunma, Maebashi | 24 avril 2024 - Stade Shoda Shoyu Gunma, Maebashi | 24 avril 2024 - Stade Shoda Shoyu Gunma, Maebashi |  |  | 22 mai 2024 - Stade Kashiwa Sankyo Frontier, Kashiwa | 22 mai 2024 - Stade Kashiwa Sankyo Frontier, Kashiwa | 22 mai 2024 - Stade Kashiwa Sankyo Frontier, Kashiwa | 22 mai 2024 - Stade Kashiwa Sankyo Frontier, Kashiwa |
|  | SC Sagamihara (J3)                              | SC Sagamihara (J3)                              | 1                                               | 1                                               | Thespa Gunma (J2)                           | Thespa Gunma (J2)        | 1                                                 | 1                                                 |                                                   |                                                   |  |  | 22 mai 2024 - Stade Kashiwa Sankyo Frontier, Kashiwa | 22 mai 2024 - Stade Kashiwa Sankyo Frontier, Kashiwa | 22 mai 2024 - Stade Kashiwa Sankyo Frontier, Kashiwa | 22 mai 2024 - Stade Kashiwa Sankyo Frontier, Kashiwa |
|  |                                                 |                                                 |                                                 |                                                 | Thespa Gunma (J2)                           | Thespa Gunma (J2)        | 1                                                 | 1                                                 |                                                   |                                                   |  |  | 22 mai 2024 - Stade Kashiwa Sankyo Frontier, Kashiwa | 22 mai 2024 - Stade Kashiwa Sankyo Frontier, Kashiwa | 22 mai 2024 - Stade Kashiwa Sankyo Frontier, Kashiwa | 22 mai 2024 - Stade Kashiwa Sankyo Frontier, Kashiwa |
|  |                                                 |                                                 | Kashiwa Reysol (J1)                             | Kashiwa Reysol (J1)                             | 3                                           | 3                        |                                                   |                                                   |                                                   |                                                   |  |  | 22 mai 2024 - Stade Kashiwa Sankyo Frontier, Kashiwa | 22 mai 2024 - Stade Kashiwa Sankyo Frontier, Kashiwa | 22 mai 2024 - Stade Kashiwa Sankyo Frontier, Kashiwa | 22 mai 2024 - Stade Kashiwa Sankyo Frontier, Kashiwa |
|  |                                                 |                                                 |                                                 |                                                 | 3                                           | 3                        |                                                   |                                                   |                                                   |                                                   |  |  | 22 mai 2024 - Stade Kashiwa Sankyo Frontier, Kashiwa | 22 mai 2024 - Stade Kashiwa Sankyo Frontier, Kashiwa | 22 mai 2024 - Stade Kashiwa Sankyo Frontier, Kashiwa | 22 mai 2024 - Stade Kashiwa Sankyo Frontier, Kashiwa |
|  |                                                 | 17 avril 2024 - Matsumoto Stadium, Matsumoto    |                                                 |                                                 |                                             |                          |                                                   |                                                   |                                                   |                                                   |  |  | 22 mai 2024 - Stade Kashiwa Sankyo Frontier, Kashiwa | 22 mai 2024 - Stade Kashiwa Sankyo Frontier, Kashiwa | 22 mai 2024 - Stade Kashiwa Sankyo Frontier, Kashiwa | 22 mai 2024 - Stade Kashiwa Sankyo Frontier, Kashiwa |
|  |                                                 |                                                 |                                                 |                                                 |                                             |                          |                                                   |                                                   |                                                   |                                                   |  |  | 22 mai 2024 - Stade Kashiwa Sankyo Frontier, Kashiwa | 22 mai 2024 - Stade Kashiwa Sankyo Frontier, Kashiwa | 22 mai 2024 - Stade Kashiwa Sankyo Frontier, Kashiwa | 22 mai 2024 - Stade Kashiwa Sankyo Frontier, Kashiwa |
|  | Kashiwa Reysol (J1)                             | Kashiwa Reysol (J1)                             | 2                                               | 2                                               |                                             |                          |                                                   |                                                   |                                                   |                                                   |  |  |                                                      |                                                      |                                                      |                                                      |
|  | Kashiwa Reysol (J1)                             | Kashiwa Reysol (J1)                             | 2                                               | 2                                               | 13 mars 2024 - Matsumoto Stadium, Matsumoto |                          |                                                   |                                                   |                                                   |                                                   |  |  |                                                      |                                                      |                                                      |                                                      |
|  |                                                 |                                                 | Avispa Fukuoka (J1)                             | Avispa Fukuoka (J1)                             | 1                                           | 1                        |                                                   |                                                   |                                                   |                                                   |  |  |                                                      |                                                      |                                                      |                                                      |
|  | Matsumoto Yamaga FC (J3)                        | Matsumoto Yamaga FC (J3)                        | Avispa Fukuoka (J1)                             | Avispa Fukuoka (J1)                             | 1                                           | 1                        | 0 tab(4)                                          | 0 tab(4)                                          |                                                   |                                                   |  |  |                                                      |                                                      |                                                      |                                                      |
|  | Matsumoto Yamaga FC (J3)                        | Matsumoto Yamaga FC (J3)                        |                                                 |                                                 |                                             |                          |                                                   |                                                   |                                                   |                                                   |  |  |                                                      |                                                      |                                                      |                                                      |
|  | Renofa Yamaguchi (J2)                           | Renofa Yamaguchi (J2)                           | 0 ap(3)                                         | 0 ap(3)                                         |                                             |                          |                                                   |                                                   |                                                   |                                                   |  |  |                                                      |                                                      |                                                      |                                                      |
|  | Renofa Yamaguchi (J2)                           | Renofa Yamaguchi (J2)                           | 0 ap(3)                                         | 0 ap(3)                                         | Matsumoto Yamaga FC (J3)                    | Matsumoto Yamaga FC (J3) | 1 ap(2)                                           | 1 ap(2)                                           |                                                   |                                                   |  |  |                                                      |                                                      |                                                      |                                                      |
|  |                                                 |                                                 |                                                 |                                                 | Matsumoto Yamaga FC (J3)                    | Matsumoto Yamaga FC (J3) | 1 ap(2)                                           | 1 ap(2)                                           |                                                   |                                                   |  |  |                                                      |                                                      |                                                      |                                                      |
|  |                                                 |                                                 | Avispa Fukuoka (J1)                             | Avispa Fukuoka (J1)                             | 1 tab(4)                                    | 1 tab(4)                 |                                                   |                                                   |                                                   |                                                   |  |  |                                                      |                                                      |                                                      |                                                      |
|  |                                                 |                                                 |                                                 |                                                 | 1 tab(4)                                    | 1 tab(4)                 |                                                   |                                                   |                                                   |                                                   |  |  |                                                      |                                                      |                                                      |                                                      |
|  |                                                 |                                                 |                                                 |                                                 |                                             |                          |                                                   |                                                   |                                                   |                                                   |  |  |                                                      |                                                      |                                                      |                                                      |
|  |                                                 |                                                 |                                                 |                                                 |                                             |                          |                                                   |                                                   |                                                   |                                                   |  |  |                                                      |                                                      |                                                      |                                                      |
|  |                                                 |                                                 |                                                 |                                                 |                                             |                          |                                                   |                                                   |                                                   |                                                   |  |  |                                                      |                                                      |                                                      |                                                      |
|  |                                                 |                                                 |                                                 |                                                 |                                             |                          |                                                   |                                                   |                                                   |                                                   |  |  |                                                      |                                                      |                                                      |                                                      |

| 1er tour                    | Thespa Gunma (J2)                            | 4 - 1 ap              | SC Sagamihara (J3)          |                                                                                |                                                                                |
| 6 mars 2024 19h00 UTC+09:00 | Kitagawa 13e · Wada 96e 111e · Sagawa 120+4e | (1 - 1, 1 - 1, 2 - 1) | 32e (pen.) Santos           | Stade Shoda Shoyu Gunma, Maebashi Spectateurs : 1 710 Arbitrage : Genki Tawara | Stade Shoda Shoyu Gunma, Maebashi Spectateurs : 1 710 Arbitrage : Genki Tawara |
| 6 mars 2024 19h00 UTC+09:00 | Hosogai 29e                                  | Rapport               | 37e Tanaka · 115e Minakuchi | Stade Shoda Shoyu Gunma, Maebashi Spectateurs : 1 710 Arbitrage : Genki Tawara | Stade Shoda Shoyu Gunma, Maebashi Spectateurs : 1 710 Arbitrage : Genki Tawara |

| 1er tour                     | Matsumoto Yamaga FC (J3)           | 3 - 3 ap 4 - 3 t. a. b. | Renofa Yamaguchi (J2)                     |                                                                            |                                                                            |
| 13 mars 2024 19h00 UTC+09:00 | Sumida 23e · Nonomura 94e 102e     | (1 - 0, 1 - 1, 2 - 2)   | 69e Yamamoto · 104e Suenaga · 120e Sílvio | Matsumoto Stadium, Matsumoto Spectateurs : 2 919 Arbitrage : Koki Nagamine | Matsumoto Stadium, Matsumoto Spectateurs : 2 919 Arbitrage : Koki Nagamine |
| 13 mars 2024 19h00 UTC+09:00 | Yamaguchi 42e                      | Rapport                 |                                           | Matsumoto Stadium, Matsumoto Spectateurs : 2 919 Arbitrage : Koki Nagamine | Matsumoto Stadium, Matsumoto Spectateurs : 2 919 Arbitrage : Koki Nagamine |
| 13 mars 2024 19h00 UTC+09:00 | Murakoshi · Taki · Ando · Yamamoto | Tirs au but 4 - 3       | Sílvio · Umeki · Renan · Ikegami · Numata | Matsumoto Stadium, Matsumoto Spectateurs : 2 919 Arbitrage : Koki Nagamine | Matsumoto Stadium, Matsumoto Spectateurs : 2 919 Arbitrage : Koki Nagamine |

| 2e tour                       | Matsumoto Yamaga FC (J3)               | 1 - 1 ap 2 - 4 t. a. b. | Avispa Fukuoka (J1)                     |                                                                                |                                                                                |
| 17 avril 2024 19h00 UTC+09:00 | Inoue 42e (csc)                        | (1 - 0, 1 - 1, 1 - 1)   | 73e Inoue                               | Matsumoto Stadium, Matsumoto Spectateurs : 3 281 Arbitrage : Yoshimi Yamashita | Matsumoto Stadium, Matsumoto Spectateurs : 3 281 Arbitrage : Yoshimi Yamashita |
| 17 avril 2024 19h00 UTC+09:00 | Tokida 28e                             | Rapport                 | 90+4e Wellington · 112e Maejima ·       | Matsumoto Stadium, Matsumoto Spectateurs : 3 281 Arbitrage : Yoshimi Yamashita | Matsumoto Stadium, Matsumoto Spectateurs : 3 281 Arbitrage : Yoshimi Yamashita |
| 17 avril 2024 19h00 UTC+09:00 | Murakoshi · Ando · Yasunaga · Yamamoto | Tirs au but 2 - 4       | Shigemi · Matsuoka · Konno · Wellington | Matsumoto Stadium, Matsumoto Spectateurs : 3 281 Arbitrage : Yoshimi Yamashita | Matsumoto Stadium, Matsumoto Spectateurs : 3 281 Arbitrage : Yoshimi Yamashita |

| 2e tour                       | Thespa Gunma (J2) | 1 - 3   | Kashiwa Reysol (J1)                    |                                                                                   |                                                                                   |
| 24 avril 2024 19h00 UTC+09:00 | Sato 90+2e        | (0 - 3) | 33e Muto · 40e Tatsuta · 45+2e Toshima | Stade Shoda Shoyu Gunma, Maebashi Spectateurs : 1 950 Arbitrage : Akihiko Ikeuchi | Stade Shoda Shoyu Gunma, Maebashi Spectateurs : 1 950 Arbitrage : Akihiko Ikeuchi |
| 24 avril 2024 19h00 UTC+09:00 | Kikuchi 75e       | Rapport |                                        | Stade Shoda Shoyu Gunma, Maebashi Spectateurs : 1 950 Arbitrage : Akihiko Ikeuchi | Stade Shoda Shoyu Gunma, Maebashi Spectateurs : 1 950 Arbitrage : Akihiko Ikeuchi |

| Finale du Groupe            | Kashiwa Reysol (J1)    | 2 - 1   | Avispa Fukuoka (J1) |                                                                                         |                                                                                         |
| 22 mai 2024 19h00 UTC+09:00 | Unoki 10e · Noda 90+2e | (1 - 0) | 47e Inoue           | Stade Kashiwa Sankyo Frontier, Kashiwa Spectateurs : 3 848 Arbitrage : Sascha Stegemann | Stade Kashiwa Sankyo Frontier, Kashiwa Spectateurs : 3 848 Arbitrage : Sascha Stegemann |
| 22 mai 2024 19h00 UTC+09:00 |                        | Rapport | 90+3e, 90+4e Zahedi | Stade Kashiwa Sankyo Frontier, Kashiwa Spectateurs : 3 848 Arbitrage : Sascha Stegemann | Stade Kashiwa Sankyo Frontier, Kashiwa Spectateurs : 3 848 Arbitrage : Sascha Stegemann |

### Groupe 7
|  | 1er tour                                         | 1er tour                                         | 1er tour                                         | 1er tour                                         |                                      |                           | 2e tour                                            | 2e tour                                            | 2e tour                                            | 2e tour                                            |  |  | Finale du Groupe                                 | Finale du Groupe                                 | Finale du Groupe                                 | Finale du Groupe                                 |
|  |                                                  |                                                  |                                                  |                                                  |                                      |                           |                                                    |                                                    |                                                    |                                                    |  |  |                                                  |                                                  |                                                  |                                                  |
|  | 6 mars 2024 - Stade Tapic Kenso Hiyagon, Okinawa | 6 mars 2024 - Stade Tapic Kenso Hiyagon, Okinawa | 6 mars 2024 - Stade Tapic Kenso Hiyagon, Okinawa | 6 mars 2024 - Stade Tapic Kenso Hiyagon, Okinawa |                                      |                           | 23 avril 2024 - Stade Tapic Kenso Hiyagon, Okinawa | 23 avril 2024 - Stade Tapic Kenso Hiyagon, Okinawa | 23 avril 2024 - Stade Tapic Kenso Hiyagon, Okinawa | 23 avril 2024 - Stade Tapic Kenso Hiyagon, Okinawa |  |  | 22 mai 2024 - Stade Tapic Kenso Hiyagon, Okinawa | 22 mai 2024 - Stade Tapic Kenso Hiyagon, Okinawa | 22 mai 2024 - Stade Tapic Kenso Hiyagon, Okinawa | 22 mai 2024 - Stade Tapic Kenso Hiyagon, Okinawa |
|  | 6 mars 2024 - Stade Tapic Kenso Hiyagon, Okinawa | 6 mars 2024 - Stade Tapic Kenso Hiyagon, Okinawa | 6 mars 2024 - Stade Tapic Kenso Hiyagon, Okinawa | 6 mars 2024 - Stade Tapic Kenso Hiyagon, Okinawa |                                      |                           | 23 avril 2024 - Stade Tapic Kenso Hiyagon, Okinawa | 23 avril 2024 - Stade Tapic Kenso Hiyagon, Okinawa | 23 avril 2024 - Stade Tapic Kenso Hiyagon, Okinawa | 23 avril 2024 - Stade Tapic Kenso Hiyagon, Okinawa |  |  | 22 mai 2024 - Stade Tapic Kenso Hiyagon, Okinawa | 22 mai 2024 - Stade Tapic Kenso Hiyagon, Okinawa | 22 mai 2024 - Stade Tapic Kenso Hiyagon, Okinawa | 22 mai 2024 - Stade Tapic Kenso Hiyagon, Okinawa |
|  | FC Ryukyu (J3)                                   | FC Ryukyu (J3)                                   | 2                                                | 2                                                |                                      |                           | 23 avril 2024 - Stade Tapic Kenso Hiyagon, Okinawa | 23 avril 2024 - Stade Tapic Kenso Hiyagon, Okinawa | 23 avril 2024 - Stade Tapic Kenso Hiyagon, Okinawa | 23 avril 2024 - Stade Tapic Kenso Hiyagon, Okinawa |  |  | 22 mai 2024 - Stade Tapic Kenso Hiyagon, Okinawa | 22 mai 2024 - Stade Tapic Kenso Hiyagon, Okinawa | 22 mai 2024 - Stade Tapic Kenso Hiyagon, Okinawa | 22 mai 2024 - Stade Tapic Kenso Hiyagon, Okinawa |
|  | FC Ryukyu (J3)                                   | FC Ryukyu (J3)                                   | 2                                                | 2                                                |                                      |                           | 23 avril 2024 - Stade Tapic Kenso Hiyagon, Okinawa | 23 avril 2024 - Stade Tapic Kenso Hiyagon, Okinawa | 23 avril 2024 - Stade Tapic Kenso Hiyagon, Okinawa | 23 avril 2024 - Stade Tapic Kenso Hiyagon, Okinawa |  |  | 22 mai 2024 - Stade Tapic Kenso Hiyagon, Okinawa | 22 mai 2024 - Stade Tapic Kenso Hiyagon, Okinawa | 22 mai 2024 - Stade Tapic Kenso Hiyagon, Okinawa | 22 mai 2024 - Stade Tapic Kenso Hiyagon, Okinawa |
|  | Fujieda MYFC (J2)                                | Fujieda MYFC (J2)                                | 1                                                | 1                                                |                                      |                           | 23 avril 2024 - Stade Tapic Kenso Hiyagon, Okinawa | 23 avril 2024 - Stade Tapic Kenso Hiyagon, Okinawa | 23 avril 2024 - Stade Tapic Kenso Hiyagon, Okinawa | 23 avril 2024 - Stade Tapic Kenso Hiyagon, Okinawa |  |  | 22 mai 2024 - Stade Tapic Kenso Hiyagon, Okinawa | 22 mai 2024 - Stade Tapic Kenso Hiyagon, Okinawa | 22 mai 2024 - Stade Tapic Kenso Hiyagon, Okinawa | 22 mai 2024 - Stade Tapic Kenso Hiyagon, Okinawa |
|  | Fujieda MYFC (J2)                                | Fujieda MYFC (J2)                                | 1                                                | 1                                                | FC Ryukyu (J3)                       | FC Ryukyu (J3)            | 2                                                  | 2                                                  |                                                    |                                                    |  |  | 22 mai 2024 - Stade Tapic Kenso Hiyagon, Okinawa | 22 mai 2024 - Stade Tapic Kenso Hiyagon, Okinawa | 22 mai 2024 - Stade Tapic Kenso Hiyagon, Okinawa | 22 mai 2024 - Stade Tapic Kenso Hiyagon, Okinawa |
|  |                                                  |                                                  |                                                  |                                                  | FC Ryukyu (J3)                       | FC Ryukyu (J3)            | 2                                                  | 2                                                  |                                                    |                                                    |  |  | 22 mai 2024 - Stade Tapic Kenso Hiyagon, Okinawa | 22 mai 2024 - Stade Tapic Kenso Hiyagon, Okinawa | 22 mai 2024 - Stade Tapic Kenso Hiyagon, Okinawa | 22 mai 2024 - Stade Tapic Kenso Hiyagon, Okinawa |
|  |                                                  |                                                  | Gamba Osaka (J1)                                 | Gamba Osaka (J1)                                 | 1                                    | 1                         |                                                    |                                                    |                                                    |                                                    |  |  | 22 mai 2024 - Stade Tapic Kenso Hiyagon, Okinawa | 22 mai 2024 - Stade Tapic Kenso Hiyagon, Okinawa | 22 mai 2024 - Stade Tapic Kenso Hiyagon, Okinawa | 22 mai 2024 - Stade Tapic Kenso Hiyagon, Okinawa |
|  |                                                  |                                                  |                                                  |                                                  | 1                                    | 1                         |                                                    |                                                    |                                                    |                                                    |  |  | 22 mai 2024 - Stade Tapic Kenso Hiyagon, Okinawa | 22 mai 2024 - Stade Tapic Kenso Hiyagon, Okinawa | 22 mai 2024 - Stade Tapic Kenso Hiyagon, Okinawa | 22 mai 2024 - Stade Tapic Kenso Hiyagon, Okinawa |
|  |                                                  | 17 avril 2024 - Stade Iwagin, Morioka            |                                                  |                                                  |                                      |                           |                                                    |                                                    |                                                    |                                                    |  |  | 22 mai 2024 - Stade Tapic Kenso Hiyagon, Okinawa | 22 mai 2024 - Stade Tapic Kenso Hiyagon, Okinawa | 22 mai 2024 - Stade Tapic Kenso Hiyagon, Okinawa | 22 mai 2024 - Stade Tapic Kenso Hiyagon, Okinawa |
|  |                                                  |                                                  |                                                  |                                                  |                                      |                           |                                                    |                                                    |                                                    |                                                    |  |  | 22 mai 2024 - Stade Tapic Kenso Hiyagon, Okinawa | 22 mai 2024 - Stade Tapic Kenso Hiyagon, Okinawa | 22 mai 2024 - Stade Tapic Kenso Hiyagon, Okinawa | 22 mai 2024 - Stade Tapic Kenso Hiyagon, Okinawa |
|  | FC Ryukyu (J3)                                   | FC Ryukyu (J3)                                   | 0                                                | 0                                                |                                      |                           |                                                    |                                                    |                                                    |                                                    |  |  |                                                  |                                                  |                                                  |                                                  |
|  | FC Ryukyu (J3)                                   | FC Ryukyu (J3)                                   | 0                                                | 0                                                | 13 mars 2024 - Stade Iwagin, Morioka |                           |                                                    |                                                    |                                                    |                                                    |  |  |                                                  |                                                  |                                                  |                                                  |
|  |                                                  |                                                  | Cerezo Osaka (J1)                                | Cerezo Osaka (J1)                                | 1                                    | 1                         |                                                    |                                                    |                                                    |                                                    |  |  |                                                  |                                                  |                                                  |                                                  |
|  | Iwate Grulla Morioka (J3)                        | Iwate Grulla Morioka (J3)                        | Cerezo Osaka (J1)                                | Cerezo Osaka (J1)                                | 1                                    | 1                         | 1                                                  | 1                                                  |                                                    |                                                    |  |  |                                                  |                                                  |                                                  |                                                  |
|  | Iwate Grulla Morioka (J3)                        | Iwate Grulla Morioka (J3)                        |                                                  |                                                  |                                      |                           |                                                    |                                                    |                                                    |                                                    |  |  |                                                  |                                                  |                                                  |                                                  |
|  | Tochigi SC (J2)                                  | Tochigi SC (J2)                                  | 0                                                | 0                                                |                                      |                           |                                                    |                                                    |                                                    |                                                    |  |  |                                                  |                                                  |                                                  |                                                  |
|  | Tochigi SC (J2)                                  | Tochigi SC (J2)                                  | 0                                                | 0                                                | Iwate Grulla Morioka (J3)            | Iwate Grulla Morioka (J3) | 0                                                  | 0                                                  |                                                    |                                                    |  |  |                                                  |                                                  |                                                  |                                                  |
|  |                                                  |                                                  |                                                  |                                                  | Iwate Grulla Morioka (J3)            | Iwate Grulla Morioka (J3) | 0                                                  | 0                                                  |                                                    |                                                    |  |  |                                                  |                                                  |                                                  |                                                  |
|  |                                                  |                                                  | Cerezo Osaka (J1)                                | Cerezo Osaka (J1)                                | 1                                    | 1                         |                                                    |                                                    |                                                    |                                                    |  |  |                                                  |                                                  |                                                  |                                                  |
|  |                                                  |                                                  |                                                  |                                                  | 1                                    | 1                         |                                                    |                                                    |                                                    |                                                    |  |  |                                                  |                                                  |                                                  |                                                  |
|  |                                                  |                                                  |                                                  |                                                  |                                      |                           |                                                    |                                                    |                                                    |                                                    |  |  |                                                  |                                                  |                                                  |                                                  |
|  |                                                  |                                                  |                                                  |                                                  |                                      |                           |                                                    |                                                    |                                                    |                                                    |  |  |                                                  |                                                  |                                                  |                                                  |
|  |                                                  |                                                  |                                                  |                                                  |                                      |                           |                                                    |                                                    |                                                    |                                                    |  |  |                                                  |                                                  |                                                  |                                                  |
|  |                                                  |                                                  |                                                  |                                                  |                                      |                           |                                                    |                                                    |                                                    |                                                    |  |  |                                                  |                                                  |                                                  |                                                  |

| 1er tour                    | FC Ryukyu (J3) | 2 - 1   | Fujieda MYFC (J2) |                                                                            |                                                                            |
| 6 mars 2024 19h00 UTC+09:00 | Sato 52e 80e   | (0 - 0) | 49e Nakashima     | Stade Tapic Kenso Hiyagon, Okinawa Spectateurs : 881 Arbitrage : Koei Koya | Stade Tapic Kenso Hiyagon, Okinawa Spectateurs : 881 Arbitrage : Koei Koya |
| 6 mars 2024 19h00 UTC+09:00 | Rapport        |         |                   | Stade Tapic Kenso Hiyagon, Okinawa Spectateurs : 881 Arbitrage : Koei Koya | Stade Tapic Kenso Hiyagon, Okinawa Spectateurs : 881 Arbitrage : Koei Koya |

| 1er tour                     | Iwate Grulla Morioka (J3) | 1 - 0   | Tochigi SC (J2)         |                                                                  |                                                                  |
| 13 mars 2024 18h00 UTC+09:00 | Otabor 70e                | (0 - 0) |                         | Stade Iwagin, Morioka Spectateurs : 757 Arbitrage : Takuto Okabe | Stade Iwagin, Morioka Spectateurs : 757 Arbitrage : Takuto Okabe |
| 13 mars 2024 18h00 UTC+09:00 |                           | Rapport | 31e Miyazaki · 89e Dohi | Stade Iwagin, Morioka Spectateurs : 757 Arbitrage : Takuto Okabe | Stade Iwagin, Morioka Spectateurs : 757 Arbitrage : Takuto Okabe |

| 2e tour                       | Iwate Grulla Morioka (J3) | 0 - 1   | Cerezo Osaka (J1)      |                                                                      |                                                                      |
| 17 avril 2024 18h00 UTC+09:00 |                           | (0 - 0) | 67e Bueno              | Stade Iwagin, Morioka Spectateurs : 2 362 Arbitrage : Yudai Yamamoto | Stade Iwagin, Morioka Spectateurs : 2 362 Arbitrage : Yudai Yamamoto |
| 17 avril 2024 18h00 UTC+09:00 | Saito 53e · Tokura 56e    | Rapport | 34e Okuda · 64e Hubner | Stade Iwagin, Morioka Spectateurs : 2 362 Arbitrage : Yudai Yamamoto | Stade Iwagin, Morioka Spectateurs : 2 362 Arbitrage : Yudai Yamamoto |

| 2e tour                       | FC Ryukyu (J3)              | 2 - 1   | Gamba Osaka (J1) |                                                                                       |                                                                                       |
| 24 avril 2024 19h00 UTC+09:00 | Tomidokoro 43e · Shirai 76e | (1 - 0) | 49e Suzuki       | Stade Tapic Kenso Hiyagon, Okinawa Spectateurs : 5 406 Arbitrage : Koichiro Fukushima | Stade Tapic Kenso Hiyagon, Okinawa Spectateurs : 5 406 Arbitrage : Koichiro Fukushima |
| 24 avril 2024 19h00 UTC+09:00 | Sato 58e · Noda 90+2e       | Rapport | 38e Kurata       | Stade Tapic Kenso Hiyagon, Okinawa Spectateurs : 5 406 Arbitrage : Koichiro Fukushima | Stade Tapic Kenso Hiyagon, Okinawa Spectateurs : 5 406 Arbitrage : Koichiro Fukushima |

| Finale du Groupe            | FC Ryukyu (J3)           | 0 - 1   | Cerezo Osaka (J1) |                                                                                    |                                                                                    |
| 22 mai 2024 19h00 UTC+09:00 |                          | (0 - 1) | 6e Hirano         | Stade Tapic Kenso Hiyagon, Okinawa Spectateurs : 7 034 Arbitrage : Akihiko Ikeuchi | Stade Tapic Kenso Hiyagon, Okinawa Spectateurs : 7 034 Arbitrage : Akihiko Ikeuchi |
| 22 mai 2024 19h00 UTC+09:00 | Ogawa 88e · Takagi 90+4e | Rapport | 17e Hubner        | Stade Tapic Kenso Hiyagon, Okinawa Spectateurs : 7 034 Arbitrage : Akihiko Ikeuchi | Stade Tapic Kenso Hiyagon, Okinawa Spectateurs : 7 034 Arbitrage : Akihiko Ikeuchi |

### Groupe 8
|  | 1er tour                             | 1er tour                                 | 1er tour                             | 1er tour                             |                                                     |                      | 2e tour                           | 2e tour                           | 2e tour                           | 2e tour                           |  |  | Finale du Groupe                | Finale du Groupe                | Finale du Groupe                | Finale du Groupe                |
|  |                                      |                                          |                                      |                                      |                                                     |                      |                                   |                                   |                                   |                                   |  |  |                                 |                                 |                                 |                                 |
|  | 6 mars 2024 - Stade Pikara, Marugame | 6 mars 2024 - Stade Pikara, Marugame     | 6 mars 2024 - Stade Pikara, Marugame | 6 mars 2024 - Stade Pikara, Marugame |                                                     |                      | 24 avril 2024 - Stade Soyu, Akita | 24 avril 2024 - Stade Soyu, Akita | 24 avril 2024 - Stade Soyu, Akita | 24 avril 2024 - Stade Soyu, Akita |  |  | 22 mai 2024 - Stade Soyu, Akita | 22 mai 2024 - Stade Soyu, Akita | 22 mai 2024 - Stade Soyu, Akita | 22 mai 2024 - Stade Soyu, Akita |
|  | 6 mars 2024 - Stade Pikara, Marugame | 6 mars 2024 - Stade Pikara, Marugame     | 6 mars 2024 - Stade Pikara, Marugame | 6 mars 2024 - Stade Pikara, Marugame |                                                     |                      | 24 avril 2024 - Stade Soyu, Akita | 24 avril 2024 - Stade Soyu, Akita | 24 avril 2024 - Stade Soyu, Akita | 24 avril 2024 - Stade Soyu, Akita |  |  | 22 mai 2024 - Stade Soyu, Akita | 22 mai 2024 - Stade Soyu, Akita | 22 mai 2024 - Stade Soyu, Akita | 22 mai 2024 - Stade Soyu, Akita |
|  | Kamatamare Sanuki (J3)               | Kamatamare Sanuki (J3)                   | 0                                    | 0                                    |                                                     |                      | 24 avril 2024 - Stade Soyu, Akita | 24 avril 2024 - Stade Soyu, Akita | 24 avril 2024 - Stade Soyu, Akita | 24 avril 2024 - Stade Soyu, Akita |  |  | 22 mai 2024 - Stade Soyu, Akita | 22 mai 2024 - Stade Soyu, Akita | 22 mai 2024 - Stade Soyu, Akita | 22 mai 2024 - Stade Soyu, Akita |
|  | Kamatamare Sanuki (J3)               | Kamatamare Sanuki (J3)                   | 0                                    | 0                                    |                                                     |                      | 24 avril 2024 - Stade Soyu, Akita | 24 avril 2024 - Stade Soyu, Akita | 24 avril 2024 - Stade Soyu, Akita | 24 avril 2024 - Stade Soyu, Akita |  |  | 22 mai 2024 - Stade Soyu, Akita | 22 mai 2024 - Stade Soyu, Akita | 22 mai 2024 - Stade Soyu, Akita | 22 mai 2024 - Stade Soyu, Akita |
|  | Blaublitz Akita (J2)                 | Blaublitz Akita (J2)                     | 2                                    | 2                                    |                                                     |                      | 24 avril 2024 - Stade Soyu, Akita | 24 avril 2024 - Stade Soyu, Akita | 24 avril 2024 - Stade Soyu, Akita | 24 avril 2024 - Stade Soyu, Akita |  |  | 22 mai 2024 - Stade Soyu, Akita | 22 mai 2024 - Stade Soyu, Akita | 22 mai 2024 - Stade Soyu, Akita | 22 mai 2024 - Stade Soyu, Akita |
|  | Blaublitz Akita (J2)                 | Blaublitz Akita (J2)                     | 2                                    | 2                                    | Blaublitz Akita (J2)                                | Blaublitz Akita (J2) | 2 ap                              | 2 ap                              |                                   |                                   |  |  | 22 mai 2024 - Stade Soyu, Akita | 22 mai 2024 - Stade Soyu, Akita | 22 mai 2024 - Stade Soyu, Akita | 22 mai 2024 - Stade Soyu, Akita |
|  |                                      |                                          |                                      |                                      | Blaublitz Akita (J2)                                | Blaublitz Akita (J2) | 2 ap                              | 2 ap                              |                                   |                                   |  |  | 22 mai 2024 - Stade Soyu, Akita | 22 mai 2024 - Stade Soyu, Akita | 22 mai 2024 - Stade Soyu, Akita | 22 mai 2024 - Stade Soyu, Akita |
|  |                                      |                                          | Shonan Bellmare (J1)                 | Shonan Bellmare (J1)                 | 1                                                   | 1                    |                                   |                                   |                                   |                                   |  |  | 22 mai 2024 - Stade Soyu, Akita | 22 mai 2024 - Stade Soyu, Akita | 22 mai 2024 - Stade Soyu, Akita | 22 mai 2024 - Stade Soyu, Akita |
|  |                                      |                                          |                                      |                                      | 1                                                   | 1                    |                                   |                                   |                                   |                                   |  |  | 22 mai 2024 - Stade Soyu, Akita | 22 mai 2024 - Stade Soyu, Akita | 22 mai 2024 - Stade Soyu, Akita | 22 mai 2024 - Stade Soyu, Akita |
|  |                                      | 17 avril 2024 - Iwaki Green Field, Iwaki |                                      |                                      |                                                     |                      |                                   |                                   |                                   |                                   |  |  | 22 mai 2024 - Stade Soyu, Akita | 22 mai 2024 - Stade Soyu, Akita | 22 mai 2024 - Stade Soyu, Akita | 22 mai 2024 - Stade Soyu, Akita |
|  |                                      |                                          |                                      |                                      |                                                     |                      |                                   |                                   |                                   |                                   |  |  | 22 mai 2024 - Stade Soyu, Akita | 22 mai 2024 - Stade Soyu, Akita | 22 mai 2024 - Stade Soyu, Akita | 22 mai 2024 - Stade Soyu, Akita |
|  | Blaublitz Akita (J2)                 | Blaublitz Akita (J2)                     | 0                                    | 0                                    |                                                     |                      |                                   |                                   |                                   |                                   |  |  |                                 |                                 |                                 |                                 |
|  | Blaublitz Akita (J2)                 | Blaublitz Akita (J2)                     | 0                                    | 0                                    | 13 mars 2024 - Hanazono Rugby Stadium, Higashiōsaka |                      |                                   |                                   |                                   |                                   |  |  |                                 |                                 |                                 |                                 |
|  |                                      |                                          | Albirex Niigata (J1)                 | Albirex Niigata (J1)                 | 2                                                   | 2                    |                                   |                                   |                                   |                                   |  |  |                                 |                                 |                                 |                                 |
|  | FC Osaka (J3)                        | FC Osaka (J3)                            | Albirex Niigata (J1)                 | Albirex Niigata (J1)                 | 2                                                   | 2                    | 0                                 | 0                                 |                                   |                                   |  |  |                                 |                                 |                                 |                                 |
|  | FC Osaka (J3)                        | FC Osaka (J3)                            |                                      |                                      |                                                     |                      |                                   |                                   |                                   |                                   |  |  |                                 |                                 |                                 |                                 |
|  | Iwaki FC (J2)                        | Iwaki FC (J2)                            | 2                                    | 2                                    |                                                     |                      |                                   |                                   |                                   |                                   |  |  |                                 |                                 |                                 |                                 |
|  | Iwaki FC (J2)                        | Iwaki FC (J2)                            | 2                                    | 2                                    | Iwaki FC (J2)                                       | Iwaki FC (J2)        | 0                                 | 0                                 |                                   |                                   |  |  |                                 |                                 |                                 |                                 |
|  |                                      |                                          |                                      |                                      | Iwaki FC (J2)                                       | Iwaki FC (J2)        | 0                                 | 0                                 |                                   |                                   |  |  |                                 |                                 |                                 |                                 |
|  |                                      |                                          | Albirex Niigata (J1)                 | Albirex Niigata (J1)                 | 2                                                   | 2                    |                                   |                                   |                                   |                                   |  |  |                                 |                                 |                                 |                                 |
|  |                                      |                                          |                                      |                                      | 2                                                   | 2                    |                                   |                                   |                                   |                                   |  |  |                                 |                                 |                                 |                                 |
|  |                                      |                                          |                                      |                                      |                                                     |                      |                                   |                                   |                                   |                                   |  |  |                                 |                                 |                                 |                                 |
|  |                                      |                                          |                                      |                                      |                                                     |                      |                                   |                                   |                                   |                                   |  |  |                                 |                                 |                                 |                                 |
|  |                                      |                                          |                                      |                                      |                                                     |                      |                                   |                                   |                                   |                                   |  |  |                                 |                                 |                                 |                                 |
|  |                                      |                                          |                                      |                                      |                                                     |                      |                                   |                                   |                                   |                                   |  |  |                                 |                                 |                                 |                                 |

| 1er tour                    | Kamatamare Sanuki (J3) | 0 - 2   | Blaublitz Akita (J2)  |                                                                  |                                                                  |
| 6 mars 2024 19h00 UTC+09:00 |                        | (0 - 1) | 35e Sato · 90+2e Niwa | Stade Pikara, Marugame Spectateurs : 689 Arbitrage : Yuzo Sutani | Stade Pikara, Marugame Spectateurs : 689 Arbitrage : Yuzo Sutani |
| 6 mars 2024 19h00 UTC+09:00 | Mori 26e · Usui 85e    | Rapport |                       | Stade Pikara, Marugame Spectateurs : 689 Arbitrage : Yuzo Sutani | Stade Pikara, Marugame Spectateurs : 689 Arbitrage : Yuzo Sutani |

| 1er tour                     | FC Osaka (J3) | 0 - 2   | Iwaki FC (J2)             |                                                                                |                                                                                |
| 13 mars 2024 19h00 UTC+09:00 |               | (0 - 0) | 71e Yamaguchi · 87e Kondo | Hanazono Rugby Stadium, Higashiōsaka Spectateurs : 980 Arbitrage : Masuya Ueda | Hanazono Rugby Stadium, Higashiōsaka Spectateurs : 980 Arbitrage : Masuya Ueda |
| 13 mars 2024 19h00 UTC+09:00 | Fujita 62e    | Rapport | 40e Shirawachi            | Hanazono Rugby Stadium, Higashiōsaka Spectateurs : 980 Arbitrage : Masuya Ueda | Hanazono Rugby Stadium, Higashiōsaka Spectateurs : 980 Arbitrage : Masuya Ueda |

| 2e tour                       | Iwaki FC (J2)             | 0 - 2   | Albirex Niigata (J1)          |                                                                          |                                                                          |
| 17 avril 2024 19h00 UTC+09:00 |                           | (0 - 1) | 6e Hasegawa · 90+1e Taniguchi | Iwaki Green Field, Iwaki Spectateurs : 3 618 Arbitrage : Hiroki Kasahara | Iwaki Green Field, Iwaki Spectateurs : 3 618 Arbitrage : Hiroki Kasahara |
| 17 avril 2024 19h00 UTC+09:00 | Shirawachi 38e · Kato 42e | Rapport | 61e Ota                       | Iwaki Green Field, Iwaki Spectateurs : 3 618 Arbitrage : Hiroki Kasahara | Iwaki Green Field, Iwaki Spectateurs : 3 618 Arbitrage : Hiroki Kasahara |

| 2e tour                       | Blaublitz Akita (J2)    | 2 - 1                 | Shonan Bellmare (J1)       |                                                                     |                                                                     |
| 24 avril 2024 19h00 UTC+09:00 | Aoki 74e · Komatsu 97e  | (0 - 0, 1 - 1, 2 - 1) | 54e Fukuda                 | Stade Soyu, Akita Spectateurs : 1 335 Arbitrage : Yoshimi Yamashita | Stade Soyu, Akita Spectateurs : 1 335 Arbitrage : Yoshimi Yamashita |
| 24 avril 2024 19h00 UTC+09:00 | Handa 12e · Kawano 120e | Rapport               | 90e Ishii · 105+2e Okamoto | Stade Soyu, Akita Spectateurs : 1 335 Arbitrage : Yoshimi Yamashita | Stade Soyu, Akita Spectateurs : 1 335 Arbitrage : Yoshimi Yamashita |

| Finale du Groupe            | Blaublitz Akita (J2)        | 0 - 2 ap              | Albirex Niigata (J1)        |                                                               |                                                               |
| 22 mai 2024 19h00 UTC+09:00 |                             | (0 - 0, 0 - 0, 0 - 1) | 99e Ishiyama · 111e Okumura | Stade Soyu, Akita Spectateurs : 2 810 Arbitrage : Jumpei Iida | Stade Soyu, Akita Spectateurs : 2 810 Arbitrage : Jumpei Iida |
| 22 mai 2024 19h00 UTC+09:00 | Kajiya 41e · Nakamura 45+3e | Rapport               |                             | Stade Soyu, Akita Spectateurs : 2 810 Arbitrage : Jumpei Iida | Stade Soyu, Akita Spectateurs : 2 810 Arbitrage : Jumpei Iida |

### Groupe 9
|  | 1er tour                             | 1er tour                                                    | 1er tour                             | 1er tour                             |                                                           |                      | 2e tour                                    | 2e tour                                    | 2e tour                                    | 2e tour                                    |  |  | Finale du Groupe                             | Finale du Groupe                             | Finale du Groupe                             | Finale du Groupe                             |
|  |                                      |                                                             |                                      |                                      |                                                           |                      |                                            |                                            |                                            |                                            |  |  |                                              |                                              |                                              |                                              |
|  | 13 mars 2024 - Stade Toho, Fukushima | 13 mars 2024 - Stade Toho, Fukushima                        | 13 mars 2024 - Stade Toho, Fukushima | 13 mars 2024 - Stade Toho, Fukushima |                                                           |                      | 23 avril 2024 - Stade Egao Kenkō, Kumamoto | 23 avril 2024 - Stade Egao Kenkō, Kumamoto | 23 avril 2024 - Stade Egao Kenkō, Kumamoto | 23 avril 2024 - Stade Egao Kenkō, Kumamoto |  |  | 22 mai 2024 - Stade Ekimae Real Estate, Tosu | 22 mai 2024 - Stade Ekimae Real Estate, Tosu | 22 mai 2024 - Stade Ekimae Real Estate, Tosu | 22 mai 2024 - Stade Ekimae Real Estate, Tosu |
|  | 13 mars 2024 - Stade Toho, Fukushima | 13 mars 2024 - Stade Toho, Fukushima                        | 13 mars 2024 - Stade Toho, Fukushima | 13 mars 2024 - Stade Toho, Fukushima |                                                           |                      | 23 avril 2024 - Stade Egao Kenkō, Kumamoto | 23 avril 2024 - Stade Egao Kenkō, Kumamoto | 23 avril 2024 - Stade Egao Kenkō, Kumamoto | 23 avril 2024 - Stade Egao Kenkō, Kumamoto |  |  | 22 mai 2024 - Stade Ekimae Real Estate, Tosu | 22 mai 2024 - Stade Ekimae Real Estate, Tosu | 22 mai 2024 - Stade Ekimae Real Estate, Tosu | 22 mai 2024 - Stade Ekimae Real Estate, Tosu |
|  | Fukushima United (J3)                | Fukushima United (J3)                                       | 1                                    | 1                                    |                                                           |                      | 23 avril 2024 - Stade Egao Kenkō, Kumamoto | 23 avril 2024 - Stade Egao Kenkō, Kumamoto | 23 avril 2024 - Stade Egao Kenkō, Kumamoto | 23 avril 2024 - Stade Egao Kenkō, Kumamoto |  |  | 22 mai 2024 - Stade Ekimae Real Estate, Tosu | 22 mai 2024 - Stade Ekimae Real Estate, Tosu | 22 mai 2024 - Stade Ekimae Real Estate, Tosu | 22 mai 2024 - Stade Ekimae Real Estate, Tosu |
|  | Fukushima United (J3)                | Fukushima United (J3)                                       | 1                                    | 1                                    |                                                           |                      | 23 avril 2024 - Stade Egao Kenkō, Kumamoto | 23 avril 2024 - Stade Egao Kenkō, Kumamoto | 23 avril 2024 - Stade Egao Kenkō, Kumamoto | 23 avril 2024 - Stade Egao Kenkō, Kumamoto |  |  | 22 mai 2024 - Stade Ekimae Real Estate, Tosu | 22 mai 2024 - Stade Ekimae Real Estate, Tosu | 22 mai 2024 - Stade Ekimae Real Estate, Tosu | 22 mai 2024 - Stade Ekimae Real Estate, Tosu |
|  | Roasso Kumamoto (J2)                 | Roasso Kumamoto (J2)                                        | 2                                    | 2                                    |                                                           |                      | 23 avril 2024 - Stade Egao Kenkō, Kumamoto | 23 avril 2024 - Stade Egao Kenkō, Kumamoto | 23 avril 2024 - Stade Egao Kenkō, Kumamoto | 23 avril 2024 - Stade Egao Kenkō, Kumamoto |  |  | 22 mai 2024 - Stade Ekimae Real Estate, Tosu | 22 mai 2024 - Stade Ekimae Real Estate, Tosu | 22 mai 2024 - Stade Ekimae Real Estate, Tosu | 22 mai 2024 - Stade Ekimae Real Estate, Tosu |
|  | Roasso Kumamoto (J2)                 | Roasso Kumamoto (J2)                                        | 2                                    | 2                                    | Roasso Kumamoto (J2)                                      | Roasso Kumamoto (J2) | 0                                          | 0                                          |                                            |                                            |  |  | 22 mai 2024 - Stade Ekimae Real Estate, Tosu | 22 mai 2024 - Stade Ekimae Real Estate, Tosu | 22 mai 2024 - Stade Ekimae Real Estate, Tosu | 22 mai 2024 - Stade Ekimae Real Estate, Tosu |
|  |                                      |                                                             |                                      |                                      | Roasso Kumamoto (J2)                                      | Roasso Kumamoto (J2) | 0                                          | 0                                          |                                            |                                            |  |  | 22 mai 2024 - Stade Ekimae Real Estate, Tosu | 22 mai 2024 - Stade Ekimae Real Estate, Tosu | 22 mai 2024 - Stade Ekimae Real Estate, Tosu | 22 mai 2024 - Stade Ekimae Real Estate, Tosu |
|  |                                      |                                                             | Sagan Tosu (J1)                      | Sagan Tosu (J1)                      | 1                                                         | 1                    |                                            |                                            |                                            |                                            |  |  | 22 mai 2024 - Stade Ekimae Real Estate, Tosu | 22 mai 2024 - Stade Ekimae Real Estate, Tosu | 22 mai 2024 - Stade Ekimae Real Estate, Tosu | 22 mai 2024 - Stade Ekimae Real Estate, Tosu |
|  |                                      |                                                             |                                      |                                      | 1                                                         | 1                    |                                            |                                            |                                            |                                            |  |  | 22 mai 2024 - Stade Ekimae Real Estate, Tosu | 22 mai 2024 - Stade Ekimae Real Estate, Tosu | 22 mai 2024 - Stade Ekimae Real Estate, Tosu | 22 mai 2024 - Stade Ekimae Real Estate, Tosu |
|  |                                      | 17 avril 2024 - Stade Yokohama Mitsuzawa Athletic, Yokohama |                                      |                                      |                                                           |                      |                                            |                                            |                                            |                                            |  |  | 22 mai 2024 - Stade Ekimae Real Estate, Tosu | 22 mai 2024 - Stade Ekimae Real Estate, Tosu | 22 mai 2024 - Stade Ekimae Real Estate, Tosu | 22 mai 2024 - Stade Ekimae Real Estate, Tosu |
|  |                                      |                                                             |                                      |                                      |                                                           |                      |                                            |                                            |                                            |                                            |  |  | 22 mai 2024 - Stade Ekimae Real Estate, Tosu | 22 mai 2024 - Stade Ekimae Real Estate, Tosu | 22 mai 2024 - Stade Ekimae Real Estate, Tosu | 22 mai 2024 - Stade Ekimae Real Estate, Tosu |
|  | Sagan Tosu (J1)                      | Sagan Tosu (J1)                                             | 1 ap(4)                              | 1 ap(4)                              |                                                           |                      |                                            |                                            |                                            |                                            |  |  |                                              |                                              |                                              |                                              |
|  | Sagan Tosu (J1)                      | Sagan Tosu (J1)                                             | 1 ap(4)                              | 1 ap(4)                              | 6 mars 2024 - Stade Yokohama Mitsuzawa Athletic, Yokohama |                      |                                            |                                            |                                            |                                            |  |  |                                              |                                              |                                              |                                              |
|  |                                      |                                                             | FC Tokyo (J1)                        | FC Tokyo (J1)                        | 1 tab(5)                                                  | 1 tab(5)             |                                            |                                            |                                            |                                            |  |  |                                              |                                              |                                              |                                              |
|  | YSCC Yokohama (J3)                   | YSCC Yokohama (J3)                                          | FC Tokyo (J1)                        | FC Tokyo (J1)                        | 1 tab(5)                                                  | 1 tab(5)             | 1                                          | 1                                          |                                            |                                            |  |  |                                              |                                              |                                              |                                              |
|  | YSCC Yokohama (J3)                   | YSCC Yokohama (J3)                                          |                                      |                                      |                                                           |                      |                                            |                                            |                                            |                                            |  |  |                                              |                                              |                                              |                                              |
|  | Mito HollyHock (J2)                  | Mito HollyHock (J2)                                         | 0                                    | 0                                    |                                                           |                      |                                            |                                            |                                            |                                            |  |  |                                              |                                              |                                              |                                              |
|  | Mito HollyHock (J2)                  | Mito HollyHock (J2)                                         | 0                                    | 0                                    | YSCC Yokohama (J3)                                        | YSCC Yokohama (J3)   | 0                                          | 0                                          |                                            |                                            |  |  |                                              |                                              |                                              |                                              |
|  |                                      |                                                             |                                      |                                      | YSCC Yokohama (J3)                                        | YSCC Yokohama (J3)   | 0                                          | 0                                          |                                            |                                            |  |  |                                              |                                              |                                              |                                              |
|  |                                      |                                                             | FC Tokyo (J1)                        | FC Tokyo (J1)                        | 4                                                         | 4                    |                                            |                                            |                                            |                                            |  |  |                                              |                                              |                                              |                                              |
|  |                                      |                                                             |                                      |                                      | 4                                                         | 4                    |                                            |                                            |                                            |                                            |  |  |                                              |                                              |                                              |                                              |
|  |                                      |                                                             |                                      |                                      |                                                           |                      |                                            |                                            |                                            |                                            |  |  |                                              |                                              |                                              |                                              |
|  |                                      |                                                             |                                      |                                      |                                                           |                      |                                            |                                            |                                            |                                            |  |  |                                              |                                              |                                              |                                              |
|  |                                      |                                                             |                                      |                                      |                                                           |                      |                                            |                                            |                                            |                                            |  |  |                                              |                                              |                                              |                                              |
|  |                                      |                                                             |                                      |                                      |                                                           |                      |                                            |                                            |                                            |                                            |  |  |                                              |                                              |                                              |                                              |

| 1er tour                    | YSCC Yokohama (J3)                                                                        | 1 - 0   | Mito HollyHock (J2) |                                                                                                 |                                                                                                 |
| 6 mars 2024 19h00 UTC+09:00 | Matsumura 67e                                                                             | (0 - 0) |                     | Stade Yokohama Mitsuzawa Athletic, Yokohama Spectateurs : 1 192 Arbitrage : Yoshikazu Matsuzawa | Stade Yokohama Mitsuzawa Athletic, Yokohama Spectateurs : 1 192 Arbitrage : Yoshikazu Matsuzawa |
| 6 mars 2024 19h00 UTC+09:00 | Wakizaka 13e · Yanagi 38e, 79e · Okoshi 46e · Nakazato 48e · Kayanuma 52e · Matsumura 87e | Rapport | 35e Tabira          | Stade Yokohama Mitsuzawa Athletic, Yokohama Spectateurs : 1 192 Arbitrage : Yoshikazu Matsuzawa | Stade Yokohama Mitsuzawa Athletic, Yokohama Spectateurs : 1 192 Arbitrage : Yoshikazu Matsuzawa |

| 1er tour                     | Fukushima United (J3)    | 1 - 2   | Roasso Kumamoto (J2)                   |                                                                    |                                                                    |
| 13 mars 2024 19h00 UTC+09:00 | Yajima 90+3e             | (0 - 2) | 4e Fujita · 35e Osaki                  | Stade Toho, Fukushima Spectateurs : 690 Arbitrage : Keisuke Nobori | Stade Toho, Fukushima Spectateurs : 690 Arbitrage : Keisuke Nobori |
| 13 mars 2024 19h00 UTC+09:00 | Dohana 45+1e · Omori 74e | Rapport | 58e Okazaki · 80e Iwashita · 89e Omoto | Stade Toho, Fukushima Spectateurs : 690 Arbitrage : Keisuke Nobori | Stade Toho, Fukushima Spectateurs : 690 Arbitrage : Keisuke Nobori |

| 2e tour                       | YSCC Yokohama (J3)                        | 0 - 4   | FC Tokyo (J1)                                        |                                                                                               |                                                                                               |
| 17 avril 2024 19h00 UTC+09:00 |                                           | (0 - 2) | 13e Ogashiwa · 39e Harakawa · 61e Endo · 90+3e Silva | Stade Yokohama Mitsuzawa Athletic, Yokohama Spectateurs : 4 083 Arbitrage : Takafumi Mikuriya | Stade Yokohama Mitsuzawa Athletic, Yokohama Spectateurs : 4 083 Arbitrage : Takafumi Mikuriya |
| 17 avril 2024 19h00 UTC+09:00 | Fujita 33e · Okumura 88e · Yamamoto 90+5e | Rapport | 44e Terayama                                         | Stade Yokohama Mitsuzawa Athletic, Yokohama Spectateurs : 4 083 Arbitrage : Takafumi Mikuriya | Stade Yokohama Mitsuzawa Athletic, Yokohama Spectateurs : 4 083 Arbitrage : Takafumi Mikuriya |

| 2e tour                       | Roasso Kumamoto (J2) | 0 - 1   | Sagan Tosu (J1) |                                                                             |                                                                             |
| 24 avril 2024 19h00 UTC+09:00 |                      | (0 - 1) | 26e Yokoyama    | Stade Egao Kenkō, Kumamoto Spectateurs : 4 120 Arbitrage : Yuichi Nichimura | Stade Egao Kenkō, Kumamoto Spectateurs : 4 120 Arbitrage : Yuichi Nichimura |
| 24 avril 2024 19h00 UTC+09:00 | Osaki 67e            | Rapport |                 | Stade Egao Kenkō, Kumamoto Spectateurs : 4 120 Arbitrage : Yuichi Nichimura | Stade Egao Kenkō, Kumamoto Spectateurs : 4 120 Arbitrage : Yuichi Nichimura |

| Finale du Groupe            | Sagan Tosu (J1)                                | 1 - 1 ap 4 - 5 t. a. b. | FC Tokyo (J1)                                      |                                                                               |                                                                               |
| 22 mai 2024 19h00 UTC+09:00 | Ryan 90+1e                                     | (0 - 0, 1 - 1, 1 - 1)   | 56e Morishige                                      | Stade Ekimae Real Estate, Tosu Spectateurs : 2 862 Arbitrage : Keigo Sendachi | Stade Ekimae Real Estate, Tosu Spectateurs : 2 862 Arbitrage : Keigo Sendachi |
| 22 mai 2024 19h00 UTC+09:00 | Watanabe 13e · Kim T.-H. 72e, 97e · Ryan 78e   | Rapport                 | 16e Koizumi · 78e, 105+2e Harakawa · 90+1e Araki · | Stade Ekimae Real Estate, Tosu Spectateurs : 2 862 Arbitrage : Keigo Sendachi | Stade Ekimae Real Estate, Tosu Spectateurs : 2 862 Arbitrage : Keigo Sendachi |
| 22 mai 2024 19h00 UTC+09:00 | Ryan · Tezuka · Yamazaki · Yokoyama · Naganuma | Tirs au but 4 - 5       | Morishige · Araki · Endo · Tokumoto · Koizumi      | Stade Ekimae Real Estate, Tosu Spectateurs : 2 862 Arbitrage : Keigo Sendachi | Stade Ekimae Real Estate, Tosu Spectateurs : 2 862 Arbitrage : Keigo Sendachi |

### Groupe 10
|  | 1er tour                              | 1er tour                                    | 1er tour                              | 1er tour                              |                                           |                         | 2e tour                                | 2e tour                                | 2e tour                                | 2e tour                                |  |  | Finale du Groupe                     | Finale du Groupe                     | Finale du Groupe                     | Finale du Groupe                     |
|  |                                       |                                             |                                       |                                       |                                           |                         |                                        |                                        |                                        |                                        |  |  |                                      |                                      |                                      |                                      |
|  | 13 mars 2024 - Stade Nagano U, Nagano | 13 mars 2024 - Stade Nagano U, Nagano       | 13 mars 2024 - Stade Nagano U, Nagano | 13 mars 2024 - Stade Nagano U, Nagano |                                           |                         | 23 avril 2024 - Stade Nagano U, Nagano | 23 avril 2024 - Stade Nagano U, Nagano | 23 avril 2024 - Stade Nagano U, Nagano | 23 avril 2024 - Stade Nagano U, Nagano |  |  | 22 mai 2024 - Stade Nagano U, Nagano | 22 mai 2024 - Stade Nagano U, Nagano | 22 mai 2024 - Stade Nagano U, Nagano | 22 mai 2024 - Stade Nagano U, Nagano |
|  | 13 mars 2024 - Stade Nagano U, Nagano | 13 mars 2024 - Stade Nagano U, Nagano       | 13 mars 2024 - Stade Nagano U, Nagano | 13 mars 2024 - Stade Nagano U, Nagano |                                           |                         | 23 avril 2024 - Stade Nagano U, Nagano | 23 avril 2024 - Stade Nagano U, Nagano | 23 avril 2024 - Stade Nagano U, Nagano | 23 avril 2024 - Stade Nagano U, Nagano |  |  | 22 mai 2024 - Stade Nagano U, Nagano | 22 mai 2024 - Stade Nagano U, Nagano | 22 mai 2024 - Stade Nagano U, Nagano | 22 mai 2024 - Stade Nagano U, Nagano |
|  | AC Nagano Parceiro (J3)               | AC Nagano Parceiro (J3)                     | 5                                     | 5                                     |                                           |                         | 23 avril 2024 - Stade Nagano U, Nagano | 23 avril 2024 - Stade Nagano U, Nagano | 23 avril 2024 - Stade Nagano U, Nagano | 23 avril 2024 - Stade Nagano U, Nagano |  |  | 22 mai 2024 - Stade Nagano U, Nagano | 22 mai 2024 - Stade Nagano U, Nagano | 22 mai 2024 - Stade Nagano U, Nagano | 22 mai 2024 - Stade Nagano U, Nagano |
|  | AC Nagano Parceiro (J3)               | AC Nagano Parceiro (J3)                     | 5                                     | 5                                     |                                           |                         | 23 avril 2024 - Stade Nagano U, Nagano | 23 avril 2024 - Stade Nagano U, Nagano | 23 avril 2024 - Stade Nagano U, Nagano | 23 avril 2024 - Stade Nagano U, Nagano |  |  | 22 mai 2024 - Stade Nagano U, Nagano | 22 mai 2024 - Stade Nagano U, Nagano | 22 mai 2024 - Stade Nagano U, Nagano | 22 mai 2024 - Stade Nagano U, Nagano |
|  | Tokushima Vortis (J2)                 | Tokushima Vortis (J2)                       | 1                                     | 1                                     |                                           |                         | 23 avril 2024 - Stade Nagano U, Nagano | 23 avril 2024 - Stade Nagano U, Nagano | 23 avril 2024 - Stade Nagano U, Nagano | 23 avril 2024 - Stade Nagano U, Nagano |  |  | 22 mai 2024 - Stade Nagano U, Nagano | 22 mai 2024 - Stade Nagano U, Nagano | 22 mai 2024 - Stade Nagano U, Nagano | 22 mai 2024 - Stade Nagano U, Nagano |
|  | Tokushima Vortis (J2)                 | Tokushima Vortis (J2)                       | 1                                     | 1                                     | AC Nagano Parceiro (J3)                   | AC Nagano Parceiro (J3) | 3 ap                                   | 3 ap                                   |                                        |                                        |  |  | 22 mai 2024 - Stade Nagano U, Nagano | 22 mai 2024 - Stade Nagano U, Nagano | 22 mai 2024 - Stade Nagano U, Nagano | 22 mai 2024 - Stade Nagano U, Nagano |
|  |                                       |                                             |                                       |                                       | AC Nagano Parceiro (J3)                   | AC Nagano Parceiro (J3) | 3 ap                                   | 3 ap                                   |                                        |                                        |  |  | 22 mai 2024 - Stade Nagano U, Nagano | 22 mai 2024 - Stade Nagano U, Nagano | 22 mai 2024 - Stade Nagano U, Nagano | 22 mai 2024 - Stade Nagano U, Nagano |
|  |                                       |                                             | Kyoto Sanga FC (J1)                   | Kyoto Sanga FC (J1)                   | 2                                         | 2                       |                                        |                                        |                                        |                                        |  |  | 22 mai 2024 - Stade Nagano U, Nagano | 22 mai 2024 - Stade Nagano U, Nagano | 22 mai 2024 - Stade Nagano U, Nagano | 22 mai 2024 - Stade Nagano U, Nagano |
|  |                                       |                                             |                                       |                                       | 2                                         | 2                       |                                        |                                        |                                        |                                        |  |  | 22 mai 2024 - Stade Nagano U, Nagano | 22 mai 2024 - Stade Nagano U, Nagano | 22 mai 2024 - Stade Nagano U, Nagano | 22 mai 2024 - Stade Nagano U, Nagano |
|  |                                       | 17 avril 2024 - Stade Ashitaka Park, Numazu |                                       |                                       |                                           |                         |                                        |                                        |                                        |                                        |  |  | 22 mai 2024 - Stade Nagano U, Nagano | 22 mai 2024 - Stade Nagano U, Nagano | 22 mai 2024 - Stade Nagano U, Nagano | 22 mai 2024 - Stade Nagano U, Nagano |
|  |                                       |                                             |                                       |                                       |                                           |                         |                                        |                                        |                                        |                                        |  |  | 22 mai 2024 - Stade Nagano U, Nagano | 22 mai 2024 - Stade Nagano U, Nagano | 22 mai 2024 - Stade Nagano U, Nagano | 22 mai 2024 - Stade Nagano U, Nagano |
|  | AC Nagano Parceiro (J3)               | AC Nagano Parceiro (J3)                     | 1 tab(3)                              | 1 tab(3)                              |                                           |                         |                                        |                                        |                                        |                                        |  |  |                                      |                                      |                                      |                                      |
|  | AC Nagano Parceiro (J3)               | AC Nagano Parceiro (J3)                     | 1 tab(3)                              | 1 tab(3)                              | 6 mars 2024 - Stade Ashitaka Park, Numazu |                         |                                        |                                        |                                        |                                        |  |  |                                      |                                      |                                      |                                      |
|  |                                       |                                             | Hokkaido Consadole Sapporo (J1)       | Hokkaido Consadole Sapporo (J1)       | 1 tab(5)                                  | 1 tab(5)                |                                        |                                        |                                        |                                        |  |  |                                      |                                      |                                      |                                      |
|  | Azul Claro Numazu (J3)                | Azul Claro Numazu (J3)                      | Hokkaido Consadole Sapporo (J1)       | Hokkaido Consadole Sapporo (J1)       | 1 tab(5)                                  | 1 tab(5)                | 3                                      | 3                                      |                                        |                                        |  |  |                                      |                                      |                                      |                                      |
|  | Azul Claro Numazu (J3)                | Azul Claro Numazu (J3)                      |                                       |                                       |                                           |                         |                                        |                                        |                                        |                                        |  |  |                                      |                                      |                                      |                                      |
|  | Vegalta Sendai (J2)                   | Vegalta Sendai (J2)                         | 2                                     | 2                                     |                                           |                         |                                        |                                        |                                        |                                        |  |  |                                      |                                      |                                      |                                      |
|  | Vegalta Sendai (J2)                   | Vegalta Sendai (J2)                         | 2                                     | 2                                     | Azul Claro Numazu (J3)                    | Azul Claro Numazu (J3)  | 1                                      | 1                                      |                                        |                                        |  |  |                                      |                                      |                                      |                                      |
|  |                                       |                                             |                                       |                                       | Azul Claro Numazu (J3)                    | Azul Claro Numazu (J3)  | 1                                      | 1                                      |                                        |                                        |  |  |                                      |                                      |                                      |                                      |
|  |                                       |                                             | Hokkaido Consadole Sapporo (J1)       | Hokkaido Consadole Sapporo (J1)       | 3                                         | 3                       |                                        |                                        |                                        |                                        |  |  |                                      |                                      |                                      |                                      |
|  |                                       |                                             |                                       |                                       | 3                                         | 3                       |                                        |                                        |                                        |                                        |  |  |                                      |                                      |                                      |                                      |
|  |                                       |                                             |                                       |                                       |                                           |                         |                                        |                                        |                                        |                                        |  |  |                                      |                                      |                                      |                                      |
|  |                                       |                                             |                                       |                                       |                                           |                         |                                        |                                        |                                        |                                        |  |  |                                      |                                      |                                      |                                      |
|  |                                       |                                             |                                       |                                       |                                           |                         |                                        |                                        |                                        |                                        |  |  |                                      |                                      |                                      |                                      |
|  |                                       |                                             |                                       |                                       |                                           |                         |                                        |                                        |                                        |                                        |  |  |                                      |                                      |                                      |                                      |

| 1er tour                    | Azul Claro Numazu (J3)                 | 3 - 2   | Vegalta Sendai (J2)     |                                                                           |                                                                           |
| 6 mars 2024 19h00 UTC+09:00 | Tokunaga 79e · Numata 87e · Hama 90+4e | (0 - 0) | 54e Sugawara · 83e Goke | Stade Ashitaka Park, Numazu Spectateurs : 1 600 Arbitrage : Yusuke Ohashi | Stade Ashitaka Park, Numazu Spectateurs : 1 600 Arbitrage : Yusuke Ohashi |
| 6 mars 2024 19h00 UTC+09:00 | Wada 80e                               | Rapport |                         | Stade Ashitaka Park, Numazu Spectateurs : 1 600 Arbitrage : Yusuke Ohashi | Stade Ashitaka Park, Numazu Spectateurs : 1 600 Arbitrage : Yusuke Ohashi |

| 1er tour                     | AC Nagano Parceiro (J3)                               | 5 - 1   | Tokushima Vortis (J2)                    |                                                                        |                                                                        |
| 13 mars 2024 19h00 UTC+09:00 | Lee S.-W. 18e · Kondo 31e 40e · Kato 66e · Kihara 88e | (3 - 0) | 55e Mafaldo                              | Stade Nagano U, Nagano Spectateurs : 2 248 Arbitrage : Hiroki Kasahara | Stade Nagano U, Nagano Spectateurs : 2 248 Arbitrage : Hiroki Kasahara |
| 13 mars 2024 19h00 UTC+09:00 | Park S.-B. 72e                                        | Rapport | 13e Browne · 45+3e Tsuboi · 90+4e Nakano | Stade Nagano U, Nagano Spectateurs : 2 248 Arbitrage : Hiroki Kasahara | Stade Nagano U, Nagano Spectateurs : 2 248 Arbitrage : Hiroki Kasahara |

| 2e tour                       | Azul Claro Numazu (J3)                   | 1 - 3   | Hokkaido Consadole Sapporo (J1) |                                                                             |                                                                             |
| 17 avril 2024 19h00 UTC+09:00 | Akatsuka 54e                             | (0 - 1) | 10e Tanaka · 55e 60e Kobayashi  | Stade Ashitaka Park, Numazu Spectateurs : 3 455 Arbitrage : Yoshiro Imamura | Stade Ashitaka Park, Numazu Spectateurs : 3 455 Arbitrage : Yoshiro Imamura |
| 17 avril 2024 19h00 UTC+09:00 | Toyama 18e · Akatsuka 52e · Kawamata 87e | Rapport | 24e Tanaka · 30e Ieizumi        | Stade Ashitaka Park, Numazu Spectateurs : 3 455 Arbitrage : Yoshiro Imamura | Stade Ashitaka Park, Numazu Spectateurs : 3 455 Arbitrage : Yoshiro Imamura |

| 2e tour                       | AC Nagano Parceiro (J3)               | 3 - 2 ap              | Kyoto Sanga FC (J1)   |                                                                  |                                                                  |
| 24 avril 2024 19h00 UTC+09:00 | Sanda 39e · Kuroishi 84e · Sugii 109e | (1 - 2, 2 - 2, 2 - 2) | 14e Iida · 28e Hiraga | Stade Nagano U, Nagano Spectateurs : 3 700 Arbitrage : Koei Koya | Stade Nagano U, Nagano Spectateurs : 3 700 Arbitrage : Koei Koya |
| 24 avril 2024 19h00 UTC+09:00 | Ando 82e                              | Rapport               |                       | Stade Nagano U, Nagano Spectateurs : 3 700 Arbitrage : Koei Koya | Stade Nagano U, Nagano Spectateurs : 3 700 Arbitrage : Koei Koya |

| Finale du Groupe            | AC Nagano Parceiro (J3)             | 1 - 1 ap 3 - 5 t. a. b. | Hokkaido Consadole Sapporo (J1)                   |                                                                    |                                                                    |
| 22 mai 2024 19h00 UTC+09:00 | Konishi 18e                         | (1 - 0, 1 - 1, 1 - 1)   | 90+6e Ieizumi                                     | Stade Nagano U, Nagano Spectateurs : 4 800 Arbitrage : Masuya Ueda | Stade Nagano U, Nagano Spectateurs : 4 800 Arbitrage : Masuya Ueda |
| 22 mai 2024 19h00 UTC+09:00 | Ono 68e · Lee S.-W. 96e · Shin 114e | Rapport                 | 83e Takao · 118e Hara ·                           | Stade Nagano U, Nagano Spectateurs : 4 800 Arbitrage : Masuya Ueda | Stade Nagano U, Nagano Spectateurs : 4 800 Arbitrage : Masuya Ueda |
| 22 mai 2024 19h00 UTC+09:00 | Kato · Shin · Yamanaka · Sunamori   | Tirs au but 3 - 5       | Omori · K.Tanaka · H.Tanaka · Hasegawa · Nakamura | Stade Nagano U, Nagano Spectateurs : 4 800 Arbitrage : Masuya Ueda | Stade Nagano U, Nagano Spectateurs : 4 800 Arbitrage : Masuya Ueda |

## Tour éliminatoire
Les dix vainqueurs du premier tour participe au tour éliminatoire. Le tirage au sort du tour éliminatoire a eu lieu le 22 mai 2024 avec les match aller le 5 juin et le retour le 9 juin.
| Équipe                          | Aller | Total | Retour | Équipe                   |
| ------------------------------- | ----- | ----- | ------ | ------------------------ |
| Hokkaido Consadole Sapporo (J1) | 1 - 1 | 3 - 2 | 2 - 1  | (J3) Kataller Toyama     |
| FC Tokyo (J1)                   | 1 - 2 | 2 - 5 | 1 - 3  | (J1) Sanfrecce Hiroshima |
| Albirex Niigata (J1)            | 2 - 1 | 3 - 2 | 1 - 1  | (J2) V-Varen Nagasaki    |
| Cerezo Osaka (J1)               | 1 - 3 | 3 - 5 | 2 - 2  | (J1) FC Machida Zelvia   |
| Kashiwa Reysol (J1)             | 1 - 1 | 1 - 2 | 0 - 1  | (J1) Nagoya Grampus      |

| Match aller                 | Hokkaido Consadole Sapporo (J1) | 1 - 1   | Kataller Toyama (J3) |                                                                        |                                                                        |
| 5 juin 2024 19h30 UTC+09:00 | Hasegawa 81e                    | (0 - 1) | 8e Usui              | Sapporo Dome, Sapporo Spectateurs : 4 922 Arbitrage : Yuichi Nishimura | Sapporo Dome, Sapporo Spectateurs : 4 922 Arbitrage : Yuichi Nishimura |
| 5 juin 2024 19h30 UTC+09:00 | Rapport                         |         |                      | Sapporo Dome, Sapporo Spectateurs : 4 922 Arbitrage : Yuichi Nishimura | Sapporo Dome, Sapporo Spectateurs : 4 922 Arbitrage : Yuichi Nishimura |

| Match retour                | Kataller Toyama (J3) | 1 - 2   | Hokkaido Consadole Sapporo (J1)        |                                                                     |                                                                     |
| 9 juin 2024 14h00 UTC+09:00 | Usui 90e             | (0 - 1) | 40e (pen.) Suzuki · 51e Nakamura       | Stade Toyama, Toyama Spectateurs : 7 701 Arbitrage : Hayato Shimizu | Stade Toyama, Toyama Spectateurs : 7 701 Arbitrage : Hayato Shimizu |
| 9 juin 2024 14h00 UTC+09:00 |                      | Rapport | 57e Baba · 90+4e Ieizumi · 90+5e Arano | Stade Toyama, Toyama Spectateurs : 7 701 Arbitrage : Hayato Shimizu | Stade Toyama, Toyama Spectateurs : 7 701 Arbitrage : Hayato Shimizu |

| Match aller                 | FC Tokyo (J1)               | 1 - 2   | Sanfrecce Hiroshima (J1)                             |                                                                        |                                                                        |
| 5 juin 2024 19h00 UTC+09:00 | Oliveira 25e (pen.)         | (1 - 2) | 10e Kato · 11e Matsumoto                             | Stade Ajinomoto, Tokyo Spectateurs : 7 265 Arbitrage : Hiroki Kasahara | Stade Ajinomoto, Tokyo Spectateurs : 7 265 Arbitrage : Hiroki Kasahara |
| 5 juin 2024 19h00 UTC+09:00 | Tokumoto 55e · Oliveira 63e | Rapport | 6e Matsumoto · 24e Kawanami · 71e Araki · 81e Vieira | Stade Ajinomoto, Tokyo Spectateurs : 7 265 Arbitrage : Hiroki Kasahara | Stade Ajinomoto, Tokyo Spectateurs : 7 265 Arbitrage : Hiroki Kasahara |

| Match retour                | Sanfrecce Hiroshima (J1)  | 3 - 1   | FC Tokyo (J1) |                                                                              |                                                                              |
| 9 juin 2024 18h30 UTC+09:00 | Kato 53e 68e · Ohashi 55e | (0 - 0) | 77e Otani     | Peace Wing Hiroshima, Hiroshima Spectateurs : 17 924 Arbitrage : Jumpei Iida | Peace Wing Hiroshima, Hiroshima Spectateurs : 17 924 Arbitrage : Jumpei Iida |
| 9 juin 2024 18h30 UTC+09:00 | Sasaki 28e · Sotiriou 50e | Rapport | 89e Nozawa    | Peace Wing Hiroshima, Hiroshima Spectateurs : 17 924 Arbitrage : Jumpei Iida | Peace Wing Hiroshima, Hiroshima Spectateurs : 17 924 Arbitrage : Jumpei Iida |

| Match aller                 | Albirex Niigata (J1)           | 2 - 1   | V-Varen Nagasaki (J2)                                  |                                                                               |                                                                               |
| 5 juin 2024 19h00 UTC+09:00 | Komi 69e · Nagakura 82e (pen.) | (0 - 1) | 18e Yamada                                             | Stade Denka Big Swan, Niigata Spectateurs : 7 325 Arbitrage : Yoshiro Imamura | Stade Denka Big Swan, Niigata Spectateurs : 7 325 Arbitrage : Yoshiro Imamura |
| 5 juin 2024 19h00 UTC+09:00 |                                | Rapport | 34e Naruse · 55e Juanma · 67e Satsukida · 90+3e Yamada | Stade Denka Big Swan, Niigata Spectateurs : 7 325 Arbitrage : Yoshiro Imamura | Stade Denka Big Swan, Niigata Spectateurs : 7 325 Arbitrage : Yoshiro Imamura |

| Match retour                | V-Varen Nagasaki (J2) | 1 - 1   | Albirex Niigata (J1) |                                                                                       |                                                                                       |
| 9 juin 2024 18h00 UTC+09:00 | Junio 71e (csc)       | (0 - 0) | 80e Nagakura         | Stade Transcosmos Nagasaki, Isahaya Spectateurs : 6 534 Arbitrage : Takafumi Mikuriya | Stade Transcosmos Nagasaki, Isahaya Spectateurs : 6 534 Arbitrage : Takafumi Mikuriya |
| 9 juin 2024 18h00 UTC+09:00 | Yoneda 82e            | Rapport |                      | Stade Transcosmos Nagasaki, Isahaya Spectateurs : 6 534 Arbitrage : Takafumi Mikuriya | Stade Transcosmos Nagasaki, Isahaya Spectateurs : 6 534 Arbitrage : Takafumi Mikuriya |

| Match aller                 | Cerezo Osaka (J1) | 1 - 3   | FC Machida Zelvia (J1)                       |                                                                              |                                                                              |
| 5 juin 2024 19h00 UTC+09:00 | Croux 6e          | (1 - 0) | 61e (pen.) Shimoda · 62e Na S.-H. · 87e Erik | Stade Yodoko Sakura, Osaka Spectateurs : 7 372 Arbitrage : Yoshimi Yamashita | Stade Yodoko Sakura, Osaka Spectateurs : 7 372 Arbitrage : Yoshimi Yamashita |
| 5 juin 2024 19h00 UTC+09:00 |                   | Rapport | 69e Yasui                                    | Stade Yodoko Sakura, Osaka Spectateurs : 7 372 Arbitrage : Yoshimi Yamashita | Stade Yodoko Sakura, Osaka Spectateurs : 7 372 Arbitrage : Yoshimi Yamashita |

| Match retour                | FC Machida Zelvia (J1)  | 2 - 2   | Cerezo Osaka (J1)          |                                                                              |                                                                              |
| 9 juin 2024 14h00 UTC+09:00 | Na S.-H. 5e · Shoji 21e | (2 - 2) | 26e (csc) Shoji · 36e Uejo | Stade Machida GION, Machida Spectateurs : 5 243 Arbitrage : Atsushi Kamimura | Stade Machida GION, Machida Spectateurs : 5 243 Arbitrage : Atsushi Kamimura |
| 9 juin 2024 14h00 UTC+09:00 |                         | Rapport | 39e Okuno                  | Stade Machida GION, Machida Spectateurs : 5 243 Arbitrage : Atsushi Kamimura | Stade Machida GION, Machida Spectateurs : 5 243 Arbitrage : Atsushi Kamimura |

| Match aller                 | Kashiwa Reysol (J1) | 1 - 1   | Nagoya Grampus (J1) |                                                                                           |                                                                                           |
| 5 juin 2024 19h00 UTC+09:00 | Takamine 72e        | (0 - 1) | 15e Yamagishi       | Stade Kashiwa Sankyo Frontier, Kashiwa Spectateurs : 4 372 Arbitrage : Koichiro Fukushima | Stade Kashiwa Sankyo Frontier, Kashiwa Spectateurs : 4 372 Arbitrage : Koichiro Fukushima |
| 5 juin 2024 19h00 UTC+09:00 | Toshima 88e         | Rapport | 86e Inagaki         | Stade Kashiwa Sankyo Frontier, Kashiwa Spectateurs : 4 372 Arbitrage : Koichiro Fukushima | Stade Kashiwa Sankyo Frontier, Kashiwa Spectateurs : 4 372 Arbitrage : Koichiro Fukushima |

| Match retour                | Nagoya Grampus (J1) | 1 - 0   | Kashiwa Reysol (J1) |                                                                        |                                                                        |
| 9 juin 2024 16h00 UTC+09:00 | Nakayama 33e        | (1 - 0) |                     | Stade Toyota, Toyota Spectateurs : 11 093 Arbitrage : Futoshi Nakamura | Stade Toyota, Toyota Spectateurs : 11 093 Arbitrage : Futoshi Nakamura |
| 9 juin 2024 16h00 UTC+09:00 | Mikuni 4e           | Rapport | 7e Shirai           | Stade Toyota, Toyota Spectateurs : 11 093 Arbitrage : Futoshi Nakamura | Stade Toyota, Toyota Spectateurs : 11 093 Arbitrage : Futoshi Nakamura |

## Phase finale

### Quarts de finale
Les cinq vainqueurs des tours éliminatoires et les trois clubs participant de la Ligue des champions 2023-2024 qui rejoignent les quarts de finale, le tirage au sort a eu lieu le 2 juillet 2024.
| Équipe                   | Aller | Total             | Retour | Équipe                   |
| ------------------------ | ----- | ----------------- | ------ | ------------------------ |
| Nagoya Grampus (J1)      | 0 - 1 | 2 - 2 (3 - 1 tab) | 2 - 1  | (J1) Sanfrecce Hiroshima |
| Yokohama F. Marinos (J1) | 6 - 1 | 7 - 4             | 1 - 3  | (J1) Consadole Sapporo   |
| Kawasaki Frontale (J1)   | 1 - 0 | 2 - 1             | 1 - 1  | (J2) Ventforet Kōfu      |
| Albirex Niigata (J1)     | 5 - 0 | 5 - 2             | 0 - 2  | (J1) FC Machida Zelvia   |

| Match aller                      | Nagoya Grampus (J1)         | 0 - 1   | Sanfrecce Hiroshima (J1)   |                                                                                           |                                                                                           |
| 4 septembre 2024 19h00 UTC+09:00 |                             | (0 - 0) | 58e Arslan                 | Stade Toyota, Toyota Spectateurs : 11 918 Diffuseur : YouTube Arbitrage : Hiroki Kasahara | Stade Toyota, Toyota Spectateurs : 11 918 Diffuseur : YouTube Arbitrage : Hiroki Kasahara |
| 4 septembre 2024 19h00 UTC+09:00 | Kawazura 67e · Mikuni 90+3e | Rapport | 17e Mitsuta · 77e Shiotani | Stade Toyota, Toyota Spectateurs : 11 918 Diffuseur : YouTube Arbitrage : Hiroki Kasahara | Stade Toyota, Toyota Spectateurs : 11 918 Diffuseur : YouTube Arbitrage : Hiroki Kasahara |

| Match retour                     | Sanfrecce Hiroshima (J1)                   | 1 - 3 ap 1 - 3 t. a. b. | Nagoya Grampus (J1)               | | |
| 8 septembre 2024 18h30 UTC+09:00 | Higashi 102e                               | (0 - 1, 0 - 1, 1 - 1)   | 9e Patric · 112e (csc) Koshimichi | Peace Wing Hiroshima, Hiroshima Spectateurs : 20 993 Diffuseur : YouTube Arbitrage : Yuichi Nishimura | Peace Wing Hiroshima, Hiroshima Spectateurs : 20 993 Diffuseur : YouTube Arbitrage : Yuichi Nishimura |
| 8 septembre 2024 18h30 UTC+09:00 | Matsumoto 10e                              | Rapport                 | 17e Uchida ·                      | Peace Wing Hiroshima, Hiroshima Spectateurs : 20 993 Diffuseur : YouTube Arbitrage : Yuichi Nishimura | Peace Wing Hiroshima, Hiroshima Spectateurs : 20 993 Diffuseur : YouTube Arbitrage : Yuichi Nishimura |
| 8 septembre 2024 18h30 UTC+09:00 | Paciência · Mitsuta · Nakajima · Matsumoto | Tirs au but 1 - 3       | Inagaki · Langerak · Morishima    | Peace Wing Hiroshima, Hiroshima Spectateurs : 20 993 Diffuseur : YouTube Arbitrage : Yuichi Nishimura | Peace Wing Hiroshima, Hiroshima Spectateurs : 20 993 Diffuseur : YouTube Arbitrage : Yuichi Nishimura |

| Match aller                      | Yokohama F. Marinos (J1)                                             | 6 - 1   | Hokkaido Consadole Sapporo (J1) | | |
| 4 septembre 2024 19h00 UTC+09:00 | Uenaka 30e 36e · Park M.-K. 59e (csc) · Amano 63e 74e · Mizunuma 86e | (2 - 0) | 77e Shirai                      | Stade NHK Spring Mitsuzawa Football, Yokohama Spectateurs : 7 996 Diffuseur : YouTube Arbitrage : Takafumi Mikuriya | Stade NHK Spring Mitsuzawa Football, Yokohama Spectateurs : 7 996 Diffuseur : YouTube Arbitrage : Takafumi Mikuriya |
| 4 septembre 2024 19h00 UTC+09:00 | Kamijima 65e · Kato 67e · Mizunuma 82e                               | Rapport | 18e Miyazawa · 37e Arano        | Stade NHK Spring Mitsuzawa Football, Yokohama Spectateurs : 7 996 Diffuseur : YouTube Arbitrage : Takafumi Mikuriya | Stade NHK Spring Mitsuzawa Football, Yokohama Spectateurs : 7 996 Diffuseur : YouTube Arbitrage : Takafumi Mikuriya |

| Match aller                      | Hokkaido Consadole Sapporo (J1) | 3 - 1   | Yokohama F. Marinos (J1)             |                                                                                             |                                                                                             |
| 8 septembre 2024 14h00 UTC+09:00 | Suga 48e 77e · Sánchez 90+3e    | (0 - 1) | 14e Matheus                          | Sapporo Dome, Sapporo Spectateurs : 10 930 Diffuseur : YouTube Arbitrage : Futoshi Nakamura | Sapporo Dome, Sapporo Spectateurs : 10 930 Diffuseur : YouTube Arbitrage : Futoshi Nakamura |
| 8 septembre 2024 14h00 UTC+09:00 |                                 | Rapport | 39e Yamane · 52e Lopes · 74e Eduardo | Sapporo Dome, Sapporo Spectateurs : 10 930 Diffuseur : YouTube Arbitrage : Futoshi Nakamura | Sapporo Dome, Sapporo Spectateurs : 10 930 Diffuseur : YouTube Arbitrage : Futoshi Nakamura |

| Match aller                      | Kawasaki Frontale (J1)    | 1 - 0   | Ventforet Kōfu (J2) | | |
| 4 septembre 2024 19h00 UTC+09:00 | Tono 27e                  | (1 - 0) |                     | Stade Uvance Todoroki by Fujitsu, Kawasaki Spectateurs : 14 847 Diffuseur : YouTube Arbitrage : Yudai Yamamoto | Stade Uvance Todoroki by Fujitsu, Kawasaki Spectateurs : 14 847 Diffuseur : YouTube Arbitrage : Yudai Yamamoto |
| 4 septembre 2024 19h00 UTC+09:00 | Segawa 51e · Yamamoto 61e | Rapport | 19e Torikai         | Stade Uvance Todoroki by Fujitsu, Kawasaki Spectateurs : 14 847 Diffuseur : YouTube Arbitrage : Yudai Yamamoto | Stade Uvance Todoroki by Fujitsu, Kawasaki Spectateurs : 14 847 Diffuseur : YouTube Arbitrage : Yudai Yamamoto |

| Match aller                      | Ventforet Kōfu (J2) | 1 - 1   | Kawasaki Frontale (J1) |                                                                                                  |                                                                                                  |
| 8 septembre 2024 18h00 UTC+09:00 | Son 31e             | (1 - 0) | 90+3e Tono             | Stade JIT Recycle Ink, Kōfu Spectateurs : 10 273 Diffuseur : YouTube Arbitrage : Akihiko Ikeuchi | Stade JIT Recycle Ink, Kōfu Spectateurs : 10 273 Diffuseur : YouTube Arbitrage : Akihiko Ikeuchi |
| 8 septembre 2024 18h00 UTC+09:00 | Kimura 70e          | Rapport |                        | Stade JIT Recycle Ink, Kōfu Spectateurs : 10 273 Diffuseur : YouTube Arbitrage : Akihiko Ikeuchi | Stade JIT Recycle Ink, Kōfu Spectateurs : 10 273 Diffuseur : YouTube Arbitrage : Akihiko Ikeuchi |

| Match aller                      | Albirex Niigata (J1)                 | 5 - 0   | FC Machida Zelvia (J1)                     |                                                                                             |                                                                                             |
| 4 septembre 2024 19h00 UTC+09:00 | Nagakura 16e 49e 87e 90+5e · Ono 42e | (2 - 0) |                                            | Denka Big Swan, Niigata Spectateurs : 9 130 Diffuseur : YouTube Arbitrage : Akihiko Ikeuchi | Denka Big Swan, Niigata Spectateurs : 9 130 Diffuseur : YouTube Arbitrage : Akihiko Ikeuchi |
| 4 septembre 2024 19h00 UTC+09:00 |                                      | Rapport | 32e Fujio · 45+4e Kuwayama · 84e Shirasaki | Denka Big Swan, Niigata Spectateurs : 9 130 Diffuseur : YouTube Arbitrage : Akihiko Ikeuchi | Denka Big Swan, Niigata Spectateurs : 9 130 Diffuseur : YouTube Arbitrage : Akihiko Ikeuchi |

| Match aller                      | FC Machida Zelvia (J1)      | 2 - 0   | Albirex Niigata (J1) | | |
| 8 septembre 2024 18h00 UTC+09:00 | Nakashima 41e · Shimoda 45e | (2 - 0) |                      | Stade Machida Gion, Machida Spectateurs : 6 726 Diffuseur : YouTube Arbitrage : Koichiro Fukushima | Stade Machida Gion, Machida Spectateurs : 6 726 Diffuseur : YouTube Arbitrage : Koichiro Fukushima |
| 8 septembre 2024 18h00 UTC+09:00 | Sugioka 31e                 | Rapport | 88e Fujiwara         | Stade Machida Gion, Machida Spectateurs : 6 726 Diffuseur : YouTube Arbitrage : Koichiro Fukushima | Stade Machida Gion, Machida Spectateurs : 6 726 Diffuseur : YouTube Arbitrage : Koichiro Fukushima |

### Demi-finales
| Équipe                   | Aller | Total | Retour | Équipe                 |
| ------------------------ | ----- | ----- | ------ | ---------------------- |
| Yokohama F. Marinos (J1) | 1 - 3 | 3 - 4 | 2 - 1  | (J1) Nagoya Grampus    |
| Albirex Niigata (J1)     | 4 - 1 | 6 - 1 | 2 - 0  | (J1) Kawasaki Frontale |

| Match aller                    | Yokohama F. Marinos (J1) | 1 - 3   | Nagoya Grampus (J1)                       |                                                                                              |                                                                                              |
| 9 octobre 2024 19h00 UTC+09:00 | Lopes 31e                | (1 - 2) | 3e Shiihashi · 14e Mikuni · 76e Yamagishi | Stade Nissan, Yokohama Spectateurs : 10 529 Diffuseur : YouTube Arbitrage : Futoshi Nakamura | Stade Nissan, Yokohama Spectateurs : 10 529 Diffuseur : YouTube Arbitrage : Futoshi Nakamura |
| 9 octobre 2024 19h00 UTC+09:00 | Watanabe 36e · Lopes 71e | Rapport | 58e Nagai                                 | Stade Nissan, Yokohama Spectateurs : 10 529 Diffuseur : YouTube Arbitrage : Futoshi Nakamura | Stade Nissan, Yokohama Spectateurs : 10 529 Diffuseur : YouTube Arbitrage : Futoshi Nakamura |

| Match retour                    | Nagoya Grampus (J1)       | 1 - 2   | Yokohama F. Marinos (J1)                 |                                                                                            |                                                                                            |
| 13 octobre 2024 15h00 UTC+09:00 | Yamagishi 46e             | (0 - 1) | 33e Nishimura · 82e Uenaka               | Stade Toyota, Toyota Spectateurs : 29 081 Diffuseur : YouTube Arbitrage : Yuichi Nishimura | Stade Toyota, Toyota Spectateurs : 29 081 Diffuseur : YouTube Arbitrage : Yuichi Nishimura |
| 13 octobre 2024 15h00 UTC+09:00 | Nakayama 29e · Nogami 58e | Rapport | 88e Inoue · 90+3e Uenaka · 90+6e Matheus | Stade Toyota, Toyota Spectateurs : 29 081 Diffuseur : YouTube Arbitrage : Yuichi Nishimura | Stade Toyota, Toyota Spectateurs : 29 081 Diffuseur : YouTube Arbitrage : Yuichi Nishimura |

| Match aller                    | Albirex Niigata (J1)                               | 4 - 1   | Kawasaki Frontale (J1) |                                                                                             |                                                                                             |
| 9 octobre 2024 19h00 UTC+09:00 | Taniguchi 25e · Ota 45e · Hasegawa 50e · Hoshi 53e | (2 - 0) | 71e Segawa             | Denka Big Swan, Niigata Spectateurs : 12 501 Diffuseur : YouTube Arbitrage : Yudai Yamamoto | Denka Big Swan, Niigata Spectateurs : 12 501 Diffuseur : YouTube Arbitrage : Yudai Yamamoto |
| 9 octobre 2024 19h00 UTC+09:00 | Fitzgerald 66e                                     | Rapport | 81e Kawahara           | Denka Big Swan, Niigata Spectateurs : 12 501 Diffuseur : YouTube Arbitrage : Yudai Yamamoto | Denka Big Swan, Niigata Spectateurs : 12 501 Diffuseur : YouTube Arbitrage : Yudai Yamamoto |

| Match retour                    | Kawasaki Frontale (J1)                   | 0 - 2   | Albirex Niigata (J1) | | |
| 13 octobre 2024 15h00 UTC+09:00 |                                          | (0 - 1) | 31e Komi · 89e Ota   | Stade Uvance Todoroki by Fujitsu, Kawasaki Spectateurs : 21 159 Diffuseur : YouTube Arbitrage : Akihiko Ikeuchi | Stade Uvance Todoroki by Fujitsu, Kawasaki Spectateurs : 21 159 Diffuseur : YouTube Arbitrage : Akihiko Ikeuchi |
| 13 octobre 2024 15h00 UTC+09:00 | Kawahara 40e · Sasaki 52e · Segawa 90+1e | Rapport |                      | Stade Uvance Todoroki by Fujitsu, Kawasaki Spectateurs : 21 159 Diffuseur : YouTube Arbitrage : Akihiko Ikeuchi | Stade Uvance Todoroki by Fujitsu, Kawasaki Spectateurs : 21 159 Diffuseur : YouTube Arbitrage : Akihiko Ikeuchi |

### Finale
| Nagoya ·       |                        |  |
| Titulaires :   |                        |  |
|                |                        |  |
| 01             | Mitchell Langerak      |  |
| 34             | Takuya Uchida          |  |
| 20             | Kennedy Egbus Mikuni   |  |
| 24             | Akinari Kawazura       |  |
| 02             | Yuki Nogami 80e        |  |
| 15             | Sho Inagaki            |  |
| 08             | Keiya Shiihashi 106e   |  |
| 55             | Shuhei Tokumoto 91e    |  |
| 14             | Tsukasa Morishima 91e  |  |
| 07             | Ryuji Izumi 75e        |  |
| 18             | Kensuke Nagai 80e      |  |
|                |                        |  |
| Remplaçants :  |                        |  |
| 16             | Yohei Takeda           |  |
| 03             | Ha Chang-rae           |  |
| 05             | Haruki Yoshida 106e    |  |
| 27             | Katsuhiro Nakayama 80e |  |
| 33             | Taichi Kikuchi 80e     |  |
| 66             | Ryosuke Yamanaka 91e   |  |
| 10             | Patric                 |  |
| 11             | Yuya Yamagishi 75e     |  |
| 77             | Kasper Junker 91e      |  |
|                |                        |  |
| Entraîneur :   |                        |  |
| Kenta Hasegawa |                        |  |

| Niigata ·         |                         |  |
| Titulaires :      |                         |  |
|                   |                         |  |
| 21                | Koto Abe                |  |
| 25                | Soya Fujiwara           |  |
| 05                | Michael Fitzgerald 114e |  |
| 45                | Hayato Inamura          |  |
| 42                | Kento Hashimoto         |  |
| 06                | Hiroki Akiyama          |  |
| 08                | Eiji Miyamoto 65e       |  |
| 11                | Shusuke Ota 65e         |  |
| 14                | Motoki Hasegawa 65e     |  |
| 07                | Kaito Taniguchi 72e     |  |
| 99                | Yuji Ono 72e            |  |
|                   |                         |  |
| Remplaçants :     |                         |  |
| 23                | Daisuke Yoshimitsu      |  |
| 03                | Thomas Deng 114e        |  |
| 18                | Fumiya Hayakawa         |  |
| 31                | Yuto Horigome           |  |
| 17                | Danilo Gomes 65e        |  |
| 19                | Yuji Hoshi 65e          |  |
| 30                | Jin Okumura 72e         |  |
| 16                | Yota Komi 72e           |  |
| 27                | Motoki Nagakura 65e     |  |
|                   |                         |  |
| Entraîneur :      |                         |  |
| Rikizo Matsuhashi |                         |  |

| Nagoya ·       |                        |  |
| Titulaires :   |                        |  |
|                |                        |  |
| 01             | Mitchell Langerak      |  |
| 34             | Takuya Uchida          |  |
| 20             | Kennedy Egbus Mikuni   |  |
| 24             | Akinari Kawazura       |  |
| 02             | Yuki Nogami 80e        |  |
| 15             | Sho Inagaki            |  |
| 08             | Keiya Shiihashi 106e   |  |
| 55             | Shuhei Tokumoto 91e    |  |
| 14             | Tsukasa Morishima 91e  |  |
| 07             | Ryuji Izumi 75e        |  |
| 18             | Kensuke Nagai 80e      |  |
|                |                        |  |
| Remplaçants :  |                        |  |
| 16             | Yohei Takeda           |  |
| 03             | Ha Chang-rae           |  |
| 05             | Haruki Yoshida 106e    |  |
| 27             | Katsuhiro Nakayama 80e |  |
| 33             | Taichi Kikuchi 80e     |  |
| 66             | Ryosuke Yamanaka 91e   |  |
| 10             | Patric                 |  |
| 11             | Yuya Yamagishi 75e     |  |
| 77             | Kasper Junker 91e      |  |
|                |                        |  |
| Entraîneur :   |                        |  |
| Kenta Hasegawa |                        |  |

| Niigata ·         |                         |  |
| Titulaires :      |                         |  |
|                   |                         |  |
| 21                | Koto Abe                |  |
| 25                | Soya Fujiwara           |  |
| 05                | Michael Fitzgerald 114e |  |
| 45                | Hayato Inamura          |  |
| 42                | Kento Hashimoto         |  |
| 06                | Hiroki Akiyama          |  |
| 08                | Eiji Miyamoto 65e       |  |
| 11                | Shusuke Ota 65e         |  |
| 14                | Motoki Hasegawa 65e     |  |
| 07                | Kaito Taniguchi 72e     |  |
| 99                | Yuji Ono 72e            |  |
|                   |                         |  |
| Remplaçants :     |                         |  |
| 23                | Daisuke Yoshimitsu      |  |
| 03                | Thomas Deng 114e        |  |
| 18                | Fumiya Hayakawa         |  |
| 31                | Yuto Horigome           |  |
| 17                | Danilo Gomes 65e        |  |
| 19                | Yuji Hoshi 65e          |  |
| 30                | Jin Okumura 72e         |  |
| 16                | Yota Komi 72e           |  |
| 27                | Motoki Nagakura 65e     |  |
|                   |                         |  |
| Entraîneur :      |                         |  |
| Rikizo Matsuhashi |                         |  |

## Tableau final
|  | Quarts de finale         | Quarts de finale         | Quarts de finale       | Quarts de finale       |                          |                          | Demi-finales | Demi-finales | Demi-finales | Demi-finales |  |  | Finale                                  | Finale | Finale | Finale |
|  |                          |                          |                        |                        |                          |                          |              |              |              |              |  |  |                                         |        |        |        |
|  |                          |                          |                        |                        |                          |                          |              |              |              |              |  |  | 2 novembre 2024 - Stade national, Tokyo |        |        |        |
|  |                          |                          |                        |                        |                          |                          |              |              |              |              |  |  |                                         |        |        |        |
|  | Yokohama F. Marinos (J1) | Yokohama F. Marinos (J1) | 6                      | 1                      |                          |                          |              |              |              |              |  |  |                                         |        |        |        |
|  | Yokohama F. Marinos (J1) | Yokohama F. Marinos (J1) | 6                      | 1                      |                          |                          |              |              |              |              |  |  |                                         |        |        |        |
|  | Consadole Sapporo (J1)   | Consadole Sapporo (J1)   | 1                      | 3                      |                          |                          |              |              |              |              |  |  |                                         |        |        |        |
|  | Consadole Sapporo (J1)   | Consadole Sapporo (J1)   | 1                      | 3                      | Yokohama F. Marinos (J1) | Yokohama F. Marinos (J1) | 1            | 2            |              |              |  |  |                                         |        |        |        |
|  |                          |                          |                        |                        | Yokohama F. Marinos (J1) | Yokohama F. Marinos (J1) | 1            | 2            |              |              |  |  |                                         |        |        |        |
|  |                          |                          | Nagoya Grampus (J1)    | Nagoya Grampus (J1)    | 3                        | 1                        |              |              |              |              |  |  |                                         |        |        |        |
|  | Nagoya Grampus (J1)      | Nagoya Grampus (J1)      | Nagoya Grampus (J1)    | Nagoya Grampus (J1)    | 3                        | 1                        | 0            | 2 tab(3)     |              |              |  |  |                                         |        |        |        |
|  | Nagoya Grampus (J1)      | Nagoya Grampus (J1)      |                        |                        |                          |                          |              | 2 tab(3)     |              |              |  |  |                                         |        |        |        |
|  | Sanfrecce Hiroshima (J1) | Sanfrecce Hiroshima (J1) | 1                      | 1 ap(1)                |                          |                          |              |              |              |              |  |  |                                         |        |        |        |
|  | Sanfrecce Hiroshima (J1) | Sanfrecce Hiroshima (J1) | 1                      | 1 ap(1)                | Nagoya Grampus (J1)      | Nagoya Grampus (J1)      | 3 tab(5)     | 3 tab(5)     |              |              |  |  |                                         |        |        |        |
|  |                          |                          |                        |                        | Nagoya Grampus (J1)      | Nagoya Grampus (J1)      | 3 tab(5)     | 3 tab(5)     |              |              |  |  |                                         |        |        |        |
|  |                          |                          | Albirex Niigata (J1)   | Albirex Niigata (J1)   | 3 ap(4)                  | 3 ap(4)                  |              |              |              |              |  |  |                                         |        |        |        |
|  | Albirex Niigata (J1)     | Albirex Niigata (J1)     | Albirex Niigata (J1)   | Albirex Niigata (J1)   | 3 ap(4)                  | 3 ap(4)                  | 5            | 0            |              |              |  |  |                                         |        |        |        |
|  | Albirex Niigata (J1)     | Albirex Niigata (J1)     |                        |                        |                          |                          |              |              |              |              |  |  |                                         |        |        |        |
|  | FC Machida Zelvia (J1)   | FC Machida Zelvia (J1)   | 0                      | 2                      |                          |                          |              |              |              |              |  |  |                                         |        |        |        |
|  | FC Machida Zelvia (J1)   | FC Machida Zelvia (J1)   | 0                      | 2                      | Albirex Niigata (J1)     | Albirex Niigata (J1)     | 4            | 2            |              |              |  |  |                                         |        |        |        |
|  |                          |                          |                        |                        | Albirex Niigata (J1)     | Albirex Niigata (J1)     | 4            | 2            |              |              |  |  |                                         |        |        |        |
|  |                          |                          | Kawasaki Frontale (J1) | Kawasaki Frontale (J1) | 1                        | 0                        |              |              |              |              |  |  |                                         |        |        |        |
|  | Kawasaki Frontale (J1)   | Kawasaki Frontale (J1)   | Kawasaki Frontale (J1) | Kawasaki Frontale (J1) | 1                        | 0                        | 1            | 1            |              |              |  |  |                                         |        |        |        |
|  | Kawasaki Frontale (J1)   | Kawasaki Frontale (J1)   |                        |                        |                          |                          |              | 1            |              |              |  |  |                                         |        |        |        |
|  | Ventforet Kōfu (J2)      | Ventforet Kōfu (J2)      | 0                      | 1                      |                          |                          |              |              |              |              |  |  |                                         |        |        |        |
|  | Ventforet Kōfu (J2)      | Ventforet Kōfu (J2)      | 0                      | 1                      |                          |                          |              |              |              |              |  |  |                                         |        |        |        |
|  |                          |                          |                        |                        |                          |                          |              |              |              |              |  |  |                                         |        |        |        |

## Statistiques

### Meilleurs buteurs
|    | Buteur          | Club                | Buts | MJ |
| -- | --------------- | ------------------- | ---- | -- |
| 1  | Motoki Nagakura | Albirex Niigata     | 6    | 9  |
| 2  | Yota Komi       | Albirex Niigata     | 4    | 7  |
| 3  | Yuki Ohashi     | Sanfrecce Hiroshima | 4    | 4  |
| 4  | Asahi Uenaka    | Yokohama F. Marinos | 3    | 4  |
| 5  | Kaito Taniguchi | Albirex Niigata     | 3    | 8  |
| 6  | Patric          | Nagoya Grampus      | 3    | 3  |
| 7  | Yuya Yamagishi  | Nagoya Grampus      | 3    | 7  |
| 8  | Kensuke Nagai   | Nagoya Grampus      | 3    | 8  |
| 9  | Mutsuki Kato    | Sanfrecce Hiroshima | 3    | 6  |
| 10 | Shosei Usui     | Kataller Toyama     | 3    | 5  |

| Source : J.LEAGUE YBC Levain CUP Légende Buts. : Nombre de buts marqué MJ : Nombre de matchs joués |

### Meilleurs passeurs
|    | Buteur               | Club                | Pas. | MJ |
| -- | -------------------- | ------------------- | ---- | -- |
| 1  | Takuya Shimamura     | Kashiwa Reysol      | 4    | 4  |
| 2  | Shuhei Tokumoto      | Nagoya Grampus      | 4    | 8  |
| 3  | Erik                 | FC Machida Zelvia   | 3    | 5  |
| 4  | Naoto Arai           | Sanfrecce Hiroshima | 3    | 6  |
| 5  | Supachok Sarachat    | Consadole Sapporo   | 2    | 2  |
| 6  | Riki Harakawa        | FC Tokyo            | 2    | 4  |
| 7  | Na Sang-ho           | FC Machida Zelvia   | 2    | 5  |
| 8  | Sai Van Wermeskerken | Kawasaki Frontale   | 2    | 3  |
| 9  | Hiroki Akiyama       | Albirex Niigata     | 2    | 9  |
| 10 | Motoki Hasegawa      | Albirex Niigata     | 2    | 5  |

| Source : J.LEAGUE YBC Levain CUP Légende Pas. : Nombre de passes décisives délivrées MJ : Nombre de matchs joués |

## Nombre d'équipes par division et par tour
| Divisions / Manches                                   | Premier tour (17 rencontres) | Deuxième tour (20 rencontres) | Troisième tour (10 rencontres) | Tour éliminatoire (10 rencontres) | 1/4 de finale (8 rencontres) | Demi-finales (4 rencontres) | Finale (1 rencontres) | Vainqueur      |
| ----------------------------------------------------- | ---------------------------- | ----------------------------- | ------------------------------ | --------------------------------- | ---------------------------- | --------------------------- | --------------------- | -------------- |
| J.League 1 et J.League 2 (clubs continentaux) 3 clubs | Exempté                      | Exempté                       | Exempté                        | Exempté                           | 3                            | 2                           | Aucune équipes        | Aucune équipes |
| J.League 1 18 clubs                                   | Exempté                      | 18                            | 14                             | 8                                 | 5                            | 2                           | 2                     | 1              |
| J.League 2 19 clubs                                   | 17                           | 9                             | 3                              | 1                                 | Aucune équipes               | Aucune équipes              | Aucune équipes        | Aucune équipes |
| J.League 3 20 clubs                                   | 17                           | 13                            | 3                              | 1                                 | Aucune équipes               | Aucune équipes              | Aucune équipes        | Aucune équipes |
| Total                                                 | 34                           | 40                            | 20                             | 10                                | 8                            | 4                           | 2                     | 1              |